# Deporte en España

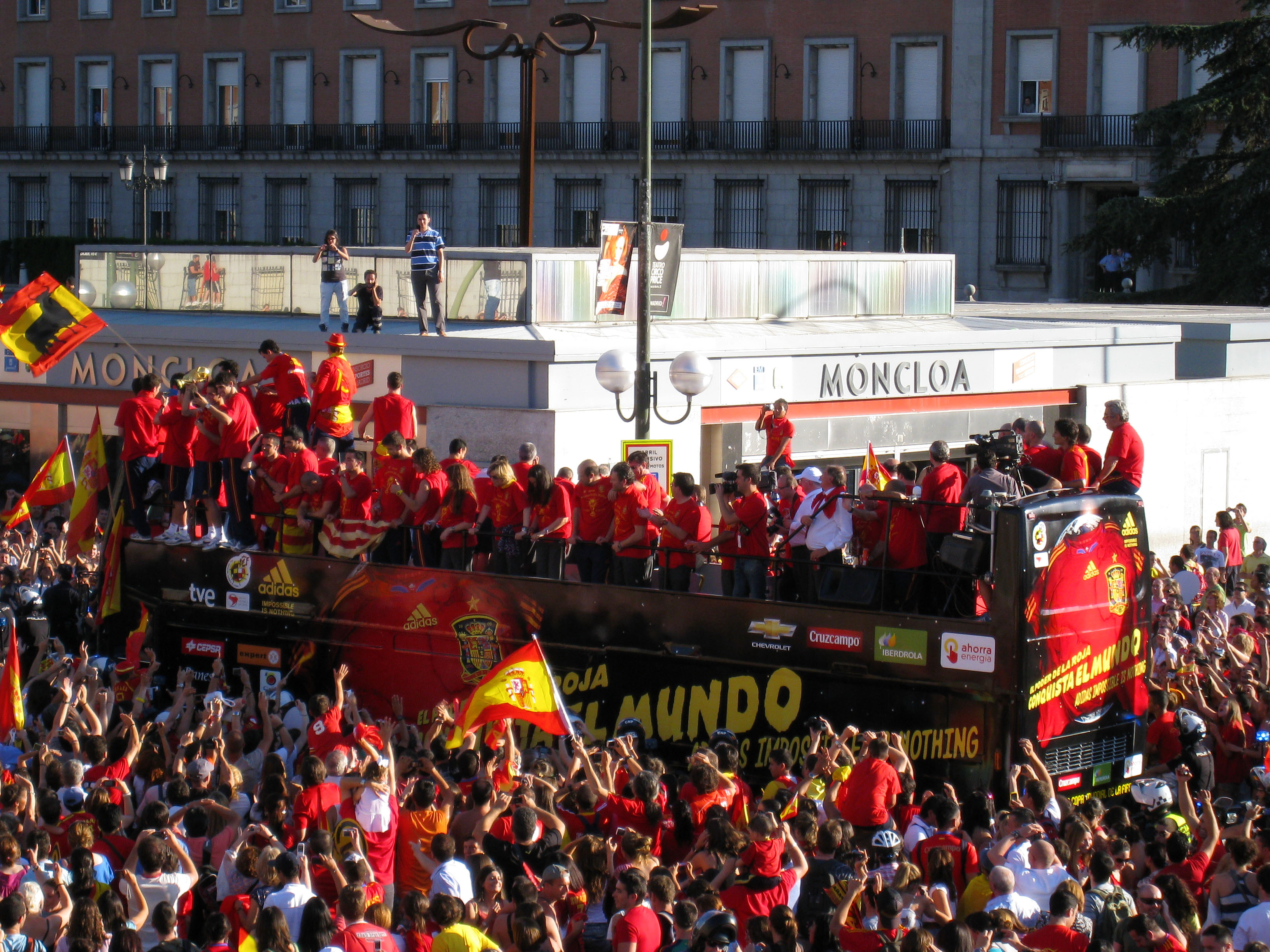
España se consagró campeona del Mundo en 2010.

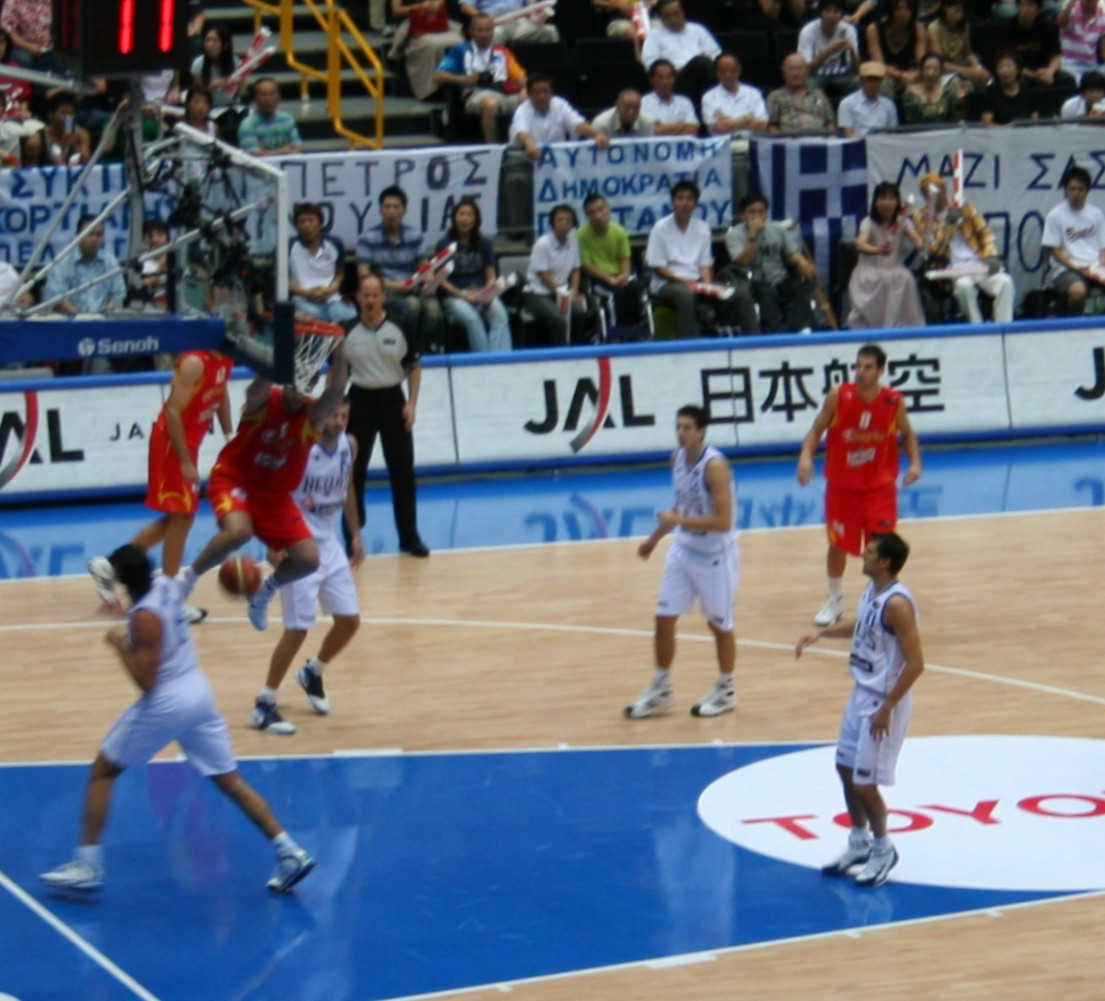
España campeona del Mundo en 2006.

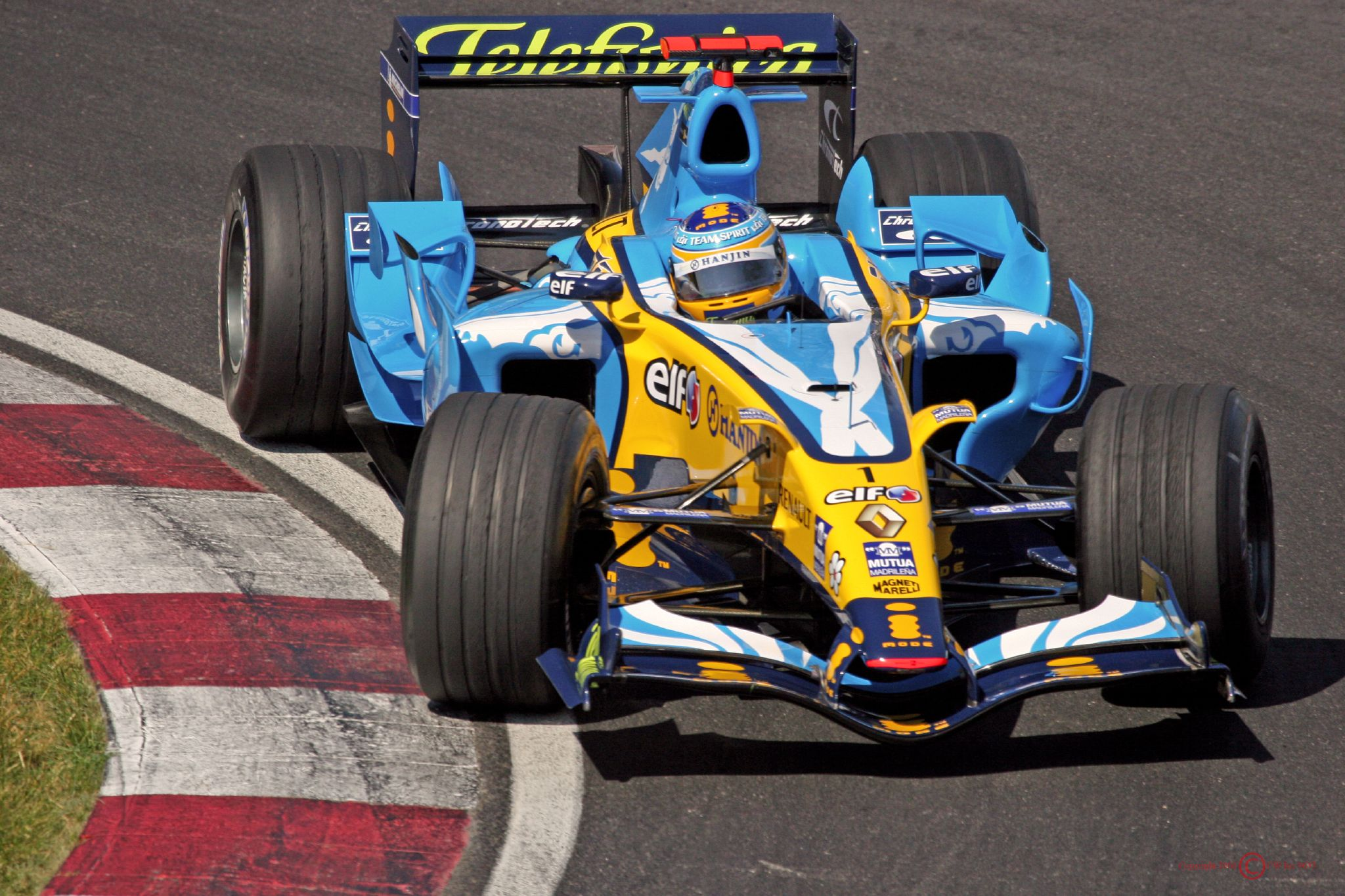
Fernando Alonso, dos veces campeón mundial de Fórmula 1.

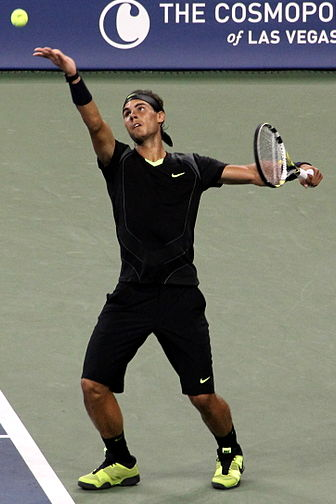
Rafael Nadal, ganador en 14 ocasiones de Roland Garros, en 2 del Campeonato de Wimbledon, en 4 del Abierto de los Estados Unidos, en 2 del Abierto de Australia y campeón olímpico.

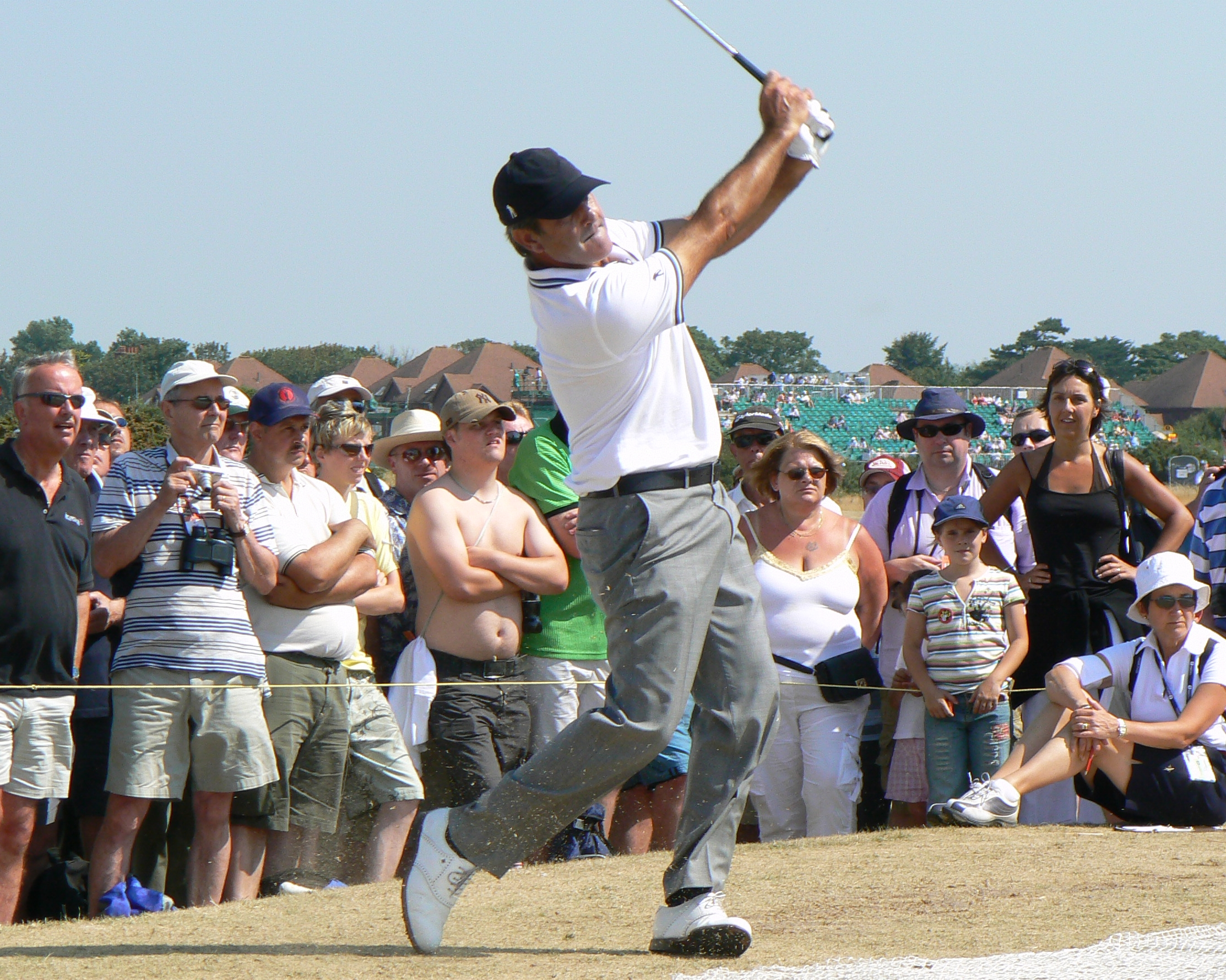
Severiano Ballesteros en 2006: Seve fue número uno en el ranking mundial de golf.

El deporte en España está dominado desde el siglo XX por el fútbol, seguido del baloncesto, el ciclismo, y el tenis. Entre los más difundidos se encuentran también el balonmano, los deportes de motor, la natación, el atletismo, la gimnasia rítmica y el fútbol sala.
El país ha tenido también campeones mundiales de otros deportes como esgrima, pádel, bádminton, hockey sobre patines, yudo, vela, boxeo, patinaje artístico, pelota vasca, karate, taekwondo, gimnasia artística, remo, waterpolo, artes marciales mixtas, piragüismo, natación sincronizada o salvamento y socorrismo
Además, España es un gran atractivo turístico debido a sus infraestructuras deportivas, como las instalaciones para deportes acuáticos, golf y esquí. 
Actualmente es el decimocuarto país en la clasificación mundial de las grandes naciones del deporte, que se basa en más de 50 deportes.
El deporte más practicado en España es la gimnasia, siendo desarrollada por un 34,6% de practicantes deportivos, según la Encuesta de Hábitos Deportivos 2010 del CSD. Le sigue el fútbol (24,6%), la natación (22,9%) y el ciclismo (19,8%).
El país ha albergado los Juegos Olímpicos de Barcelona 1992, la Copa Mundial de Fútbol de 1982, el Campeonato Mundial de Baloncesto de 1986 y 2014, el Campeonato Mundial de Atletismo de 1999, el Campeonato Mundial de Balonmano Masculino de 2013, la Copa América de 2007 y 2010 y el Campeonato Mundial de Gimnasia Rítmica de 1975, 1985, 1993, 1998 y 2001. También posee competiciones anuales tales como la primera división de España, la Liga ACB, la Vuelta a España, el Gran Premio de España, el Rally Cataluña y el Masters de Madrid.

## Historia
Los primeros tratados de la esgrima se encontraron en España en el siglo XV, "La verdadera esgrima" (1472) de J. Pons y "El manejo de las armas de combate" (1473) de P. de la Torre. Además, Gaspar Melchor de Jovellanos elaboró un "Plan de Educación Pública", en el que figuraba ampliamente el ejercicio físico.
Aparte de ciertos datos sobre el deporte en el país, los orígenes de la Gimnástica y la Educación Física fueron sobre 1806, año en que Francisco Amorós abrió en Madrid el Real Instituto Militar Pestalozziano gracias a Carlos IV y a Godoy. Tuvo gran prestigio y se practicaba la gimnasia, la equitación, la esgrima y otros aparatos diseñados por él mismo. También Francisco de Aguilera y Becerril, conde de Villalobos, fundó y dirigió el gimnasio de la Academia de Artillería de Segovia.
Durante los años 1850 se funda la Sociedad española de fomento y cría de caballos, además de crearse los primeros gimnasios privados, como el madrileño "Vignolles", en 1851, y el "Círculo particular gimnástico", en 1853. A partir de 1875 aparecen las primeras competiciones de ciclismo en el parque del Retiro. Dos años más tarde en las fiestas de la Merced en Barcelona también hay competiciones deportivas y en 1878 se fundan la Sociedad Velocipedista Madrileña y el Club Velocipédico de Cádiz.
Mientras las sociedades ciclistas se multiplicaban, en 1887 se creó la Real Sociedad Gimnástica Española, considerada la primera asociación de gimnasia en Madrid. Además, en 1889 se funda el primer equipo de fútbol, el Recreativo de Huelva y en 1892 el C.D. Riotinto. En 1895 se crea la Unión Velocipédica Española (actual Real Federación Española de Ciclismo) y en 1896 se legaliza oficialmente. En 1899 se funda oficialmente la Federación Gimnástica Española (también conocida como Federación Española de Sociedades Gimnásticas), antecesora de la actual Real Federación Española de Gimnasia o de la Real Federación Española de Fútbol. Durante los siguientes años aparecen continuamente sociedades deportivas en fútbol, gimnasia, natación, atletismo o hockey.
Durante los siguientes años comienzan las competiciones deportivas, como la primera copa de España de fútbol en 1903 y las ligas que disputan los clubes de las principales ciudades españolas, pero el verdadero auge del fútbol se adquiere tras la medalla de plata en los Juegos Olímpicos de Amberes 1920.
En 1912 se fundó el Comité Olímpico Español (COE), y fue refundado de manera definitiva el 11 de enero de 1924. En los años 1930, la política educativa de la República impulsó al deporte a través de la enseñanza pública.
Durante la Guerra Civil se truncó el avance y tras la guerra, en 1941, Francisco Franco ordenó que el deporte fuese tarea de la Falange, siendo después parte de la Delegación Nacional de Deportes.
En 1977, tras la muerte del dictador, esta se reconvirtió en el actual Consejo Superior de Deportes.

## Deportes

### Ajedrez
El ajedrez es uno de los deportes que cuenta con una muy larga tradición en España. Desde 1561 data el tratado sobre la Apertura española. Está reconocido como deporte por el COI y por el Consejo Superior de Deportes. La Comisión de Educación y Deporte del Congreso de los Diputados aprobó el 11 de febrero de 2015 una proposición no de ley para implantar y fomentar la práctica del ajedrez en escuelas y espacios públicos.

### Artes marciales mixtas
Las artes marciales mixtas (o MMA, por sus siglas en inglés) son un deporte que en España ha ganado popularidad desde finales de la década de 2010, y tal como sucedió en otros países, esto se debe a las transmiciones de la Ultimate Fighting Championship (UFC), la organización más reconocida del deporte.
Pese a ser alemán de nacimiento y ser hijo de padres georgianos, Ilia Topuria ha alzado la bandera española en sus combates en UFC, donde le dio al país dos campeonatos mundiales en peso pluma y peso ligero, ya que fue en España donde inició su carrera como profesional. Otros artistas marciales mixtos españoles destacados son Joel Álvarez, Daniel Barez y Juan Francisco Espino.
Dentro del país, la principal organización es The Way of Warriors FC, conocida como WOW FC, que lleva a cabo eventos de MMA y otros deportes de combate. Por su parte, la Federación Española de Lucha Olímpica y Disciplinas Asociadas (FELUCHA-IMMAF) es el organismo rector que representa al país en el IMMAF.

### Atletismo

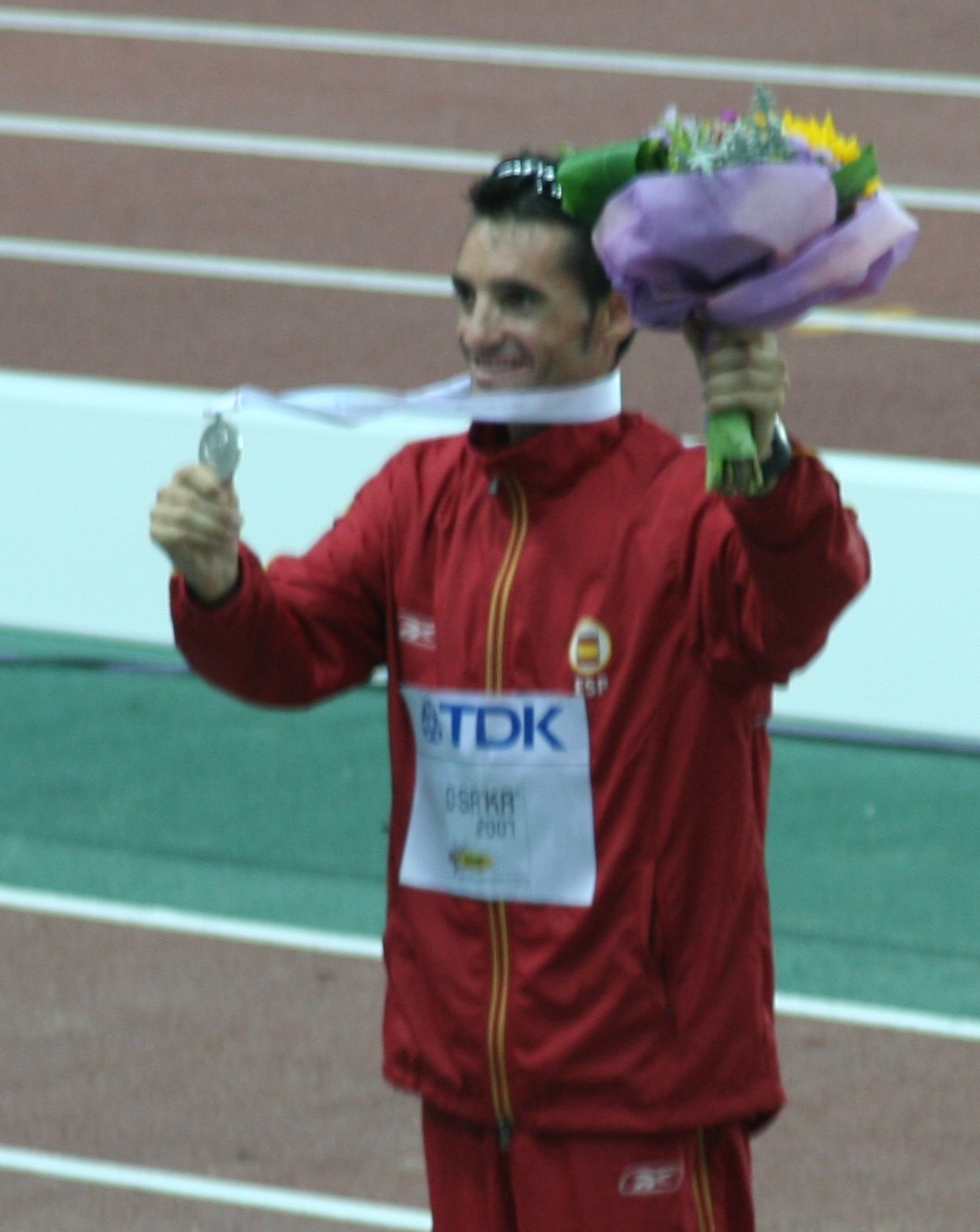
Paquillo Fernández con la medalla de plata obtenida en el Campeonato Mundial de Atletismo de 2007

El atletismo, al igual que en el resto del mundo, está muy arraigado en España, especialmente en algunas modalidades como los 1500 y 5000 metros lisos, la maratón, el salto de longitud y la marcha. La historia del atletismo en España conocida se remonta al siglo XIX a la práctica de las carreras pedestres, donde eran populares sobre todo en Cataluña, Aragón y País Vasco, aunque las clasificaciones no eran publicadas en la prensa.
En España se disputó el Campeonato Mundial de Atletismo de 1999 en Sevilla.
Estas han sido las medallas obtenidas por los atletas españoles en los Juegos Olímpicos:
Moscú 1980
- Plata: Jordi Llopart (50 km Marcha)

Los Ángeles 1984
- Bronce: José Manuel Abascal (1500 m)

Barcelona 1992
- Oro: Fermín Cacho (1500 m)
- Oro: Daniel Plaza (20 km Marcha)
- Plata: Antonio Peñalver (Decatlón)
- Bronce: Javier García Chico (Salto con Pértiga)

Atlanta 1996
- Plata:Fermín Cacho (1500 m)
- Bronce: Valentín Massana (50 km Marcha)

Sídney 2000
- Bronce: María Vasco (20 km Marcha)

Atenas 2004
- Plata: Paquillo Fernández (20 km Marcha)
- Bronce: Joan Lino Martínez (Salto de Longitud)
- Bronce: Manolo Martínez (Lanzamiento de peso)

Río 2016
- Oro: Ruth Beitia (Salto de altura)
- Plata: Orlando Ortega (110 m Vallas)

Tokio 2020
- Bronce: Ana Peleteiro (Triple salto)

París 2024
- Oro: Jordan Díaz (Triple salto)
- Oro: Álvaro Martín y María Pérez (marcha por relevo mixto)
- Plata: María Pérez (20 km marcha)
- Bronce: Álvaro Martín (20 km marcha)

A nivel europeo, España ha conseguido un total de 31 medallas en campo a través (individual y por equipos), 114 medallas en el campeonato de Europa (Juegos Europeos) en pista cubierta y 98 medallas en el campeonato de Europa de atletismo al aire libre.
A nivel mundial destacan las 40 medallas en el campeonato del mundo (Cross de las Naciones), las 35 medallas del campeonato del mundo de pista cubierta y las 39 medallas en el campeonato del mundo al aire libre.
Mientras tanto, en el Campeonato Iberoamericano de Atletismo, competencia donde se enfrentan las dos primeras potencias iberoamericanas de atletismo (Portugal y España) contra países iberoamericanos de Latinoamérica y África, España está tercera en el medallero general con 110 medallas de oro.

### Automovilismo

#### Fórmula 1

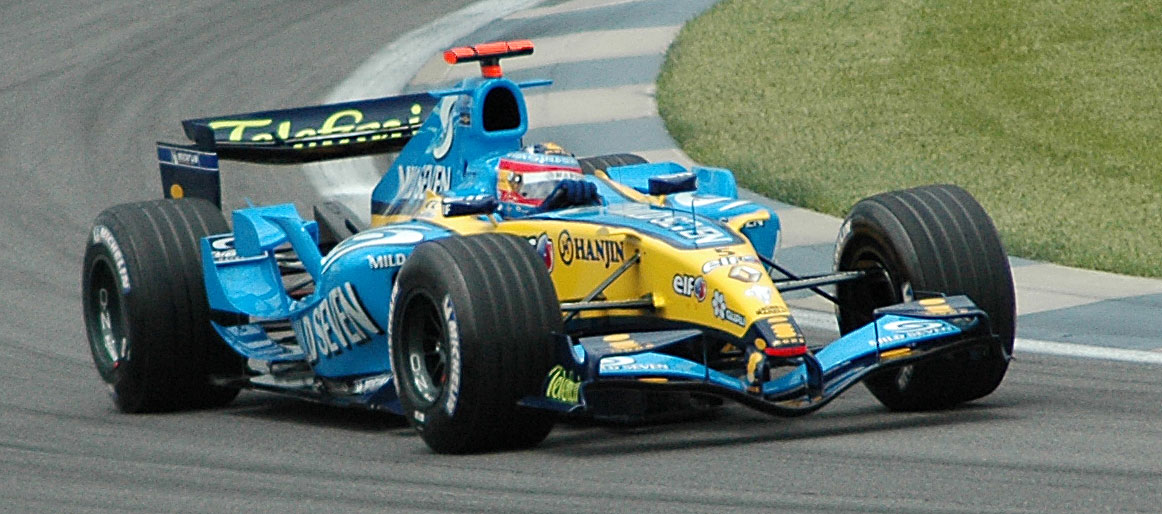
Fernando Alonso durante la clasificación del Gran Premio de los Estados Unidos de 2005

El piloto asturiano Fernando Alonso ha sido el piloto español de Fórmula 1 más laureado en la historia. Fue el piloto más joven de la historia en proclamarse bicampeón del mundo, 2005 y 2006, ambos títulos conseguidos con la escudería Renault F1. Ha logrado 32 victorias y 106 podios en la máxima categoría. Por su parte, Carlos Sainz Jr. ha logrado 4 victorias y 27 podios.
Además han competido en la Fórmula 1: Francisco Godia (primer español en puntuar en una prueba que compitió desde 1951 a 1958), Juan Jover Sañés (1951), Alfonso de Portago (1956 y 1957 con un podio), Antonio Creus (1960), Alex Soler-Roig (1970 a 1972), Emilio Rodríguez Zapico (1976), Emilio de Villota (1976 a 1981), Adrián Campos (1987 y 1988), Luis Pérez-Sala (1988 y 1989), Pedro Martínez de la Rosa (un podio en 107 carreras entre 1999 y 2012), Marc Gené (1999 a 2004), Jaime Alguersuari (2009 a 2011, el piloto más joven en debutar en la Fórmula 1),y Roberto Merhi (2015).
España ha tenido dos Grandes Premios de Fórmula 1: el Gran Premio de España y el Gran Premio de Europa, celebrándose el primero en circuitos como el de Pedralbes, Jarama, Montjuïc, Jerez y Montmeló, mientras que el segundo ha tenido cinco ediciones, todas en el Circuito urbano de Valencia.

#### Automovilismo de velocidad
Álex Palou ha sido campeón en las ediciones de IndyCar Series de 2021, 2023 y 2024. Oriol Servià ha logrado una victoria y 19 podios en los campeonatos estadounidenses de IndyCar, resultando subcampeón de la Champ Car en 2005 y cuarto en la IndyCar Series 2011.
En cuanto a sport prototipos, gran turismos y turismos, los pilotos españoles más destacados han sido Marc Gené (ganador absoluto de las 24 Horas de Le Mans), Fernando Alonso (ganador absoluto de las 24 Horas de Le Mans, 24 Horas de Daytona y campeón del Campeonato Mundial de Resistencia), Antonio García (campeón de la American Le Mans Series y WeatherTech SportsCar Championship) y Fermín Vélez (ganador de las 12 Horas de Sebring).
España ha albergado carreras de la Campeonato Mundial de Resistencia, el Campeonato FIA GT, la Le Mans Series, el Campeonato Europeo de Turismos, el Campeonato Mundial de Turismos y el Deutsche Tourenwagen Masters.

#### Rally

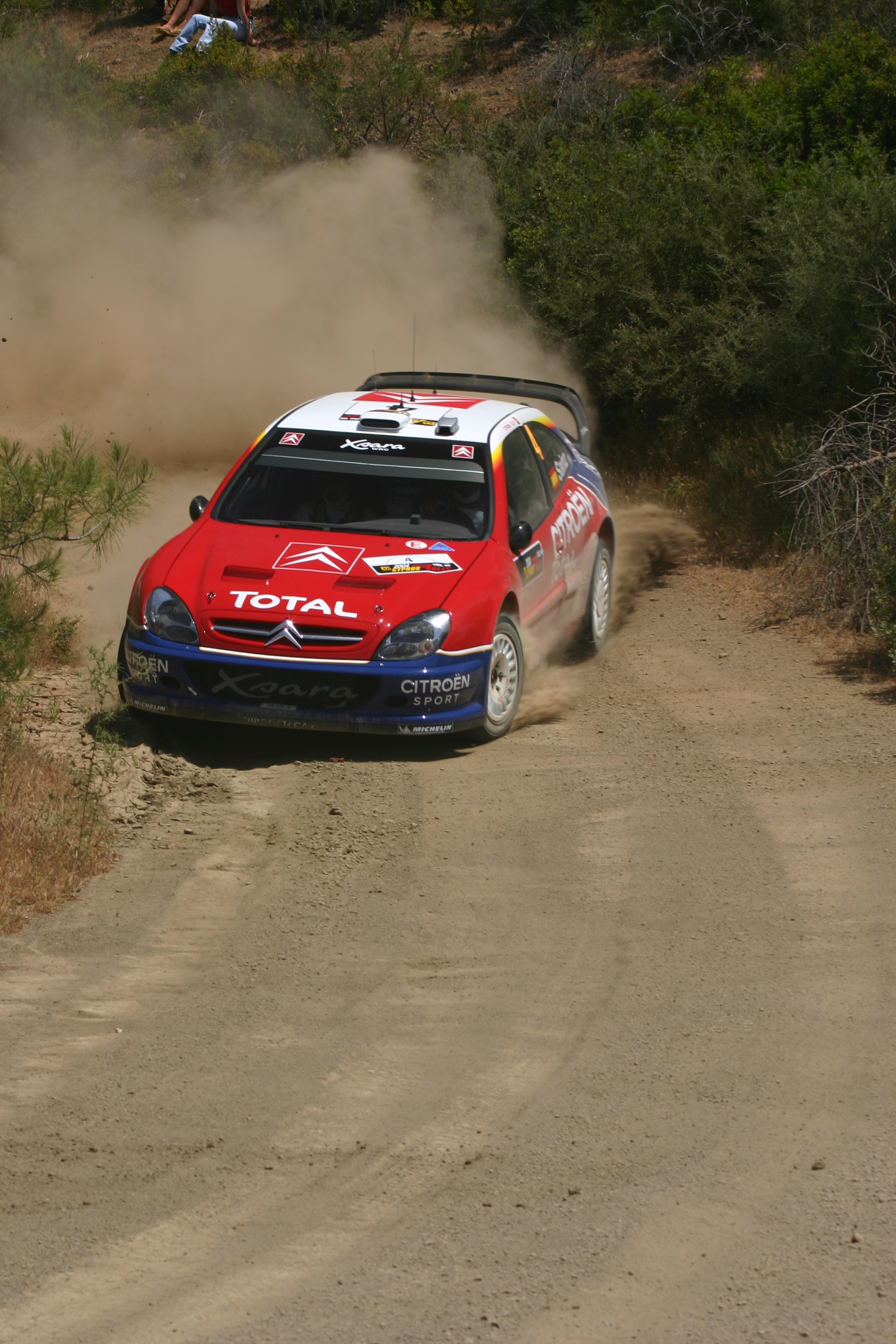
Carlos Sainz con un Citroën Xsara WRC en el Rally de Chipre de la temporada 2004

En España se realizan tres campeonatos de rally: el Campeonato de España sobre asfalto, el Campeonato sobre tierra y el Campeonato de Históricos. Entre las pruebas más destacadas se encuentran: el Rally Cataluña puntuable para el Campeonato Mundial de Rally, el Rally Islas Canarias-El Corte Inglés, el Rally Príncipe de Asturias, el Rally Costa Brava o el Rally RACE de España estas tres últimas que han sido puntuables para el Europeo en varias ocasiones o para el Intercontinental Rally Challenge.
Carlos Sainz es el principal impulsor en los años 80 de los rally en España, fue campeón del mundial en 1990 y 1992, y subcampeón en otras cuatro. Es tercero en número total de victorias en el mundial (por detrás de Sébastien Loeb y Marcus Grönholm), el que más podios ha conseguido, el que más puntos (con 1242) y el que más rallyes ha disputado con un total de 196. Actualmente Dani Sordo es el único piloto español en un equipo oficial, que tras haber competido con Citroën y con Mini desde 2014 compite con Hyundai.
Otros pilotos que han competido fuera de España, fueron Antonio Zanini, campeón de Europa en 1980, Salvador Servià, Salvador Cañellas, Jesús Puras, ganador del Rally de Córcega de 2001, Luis Climent, Enrique García Ojeda, campeón del IRC en 2007, Dani Solá, campeón del Mundial Júnior en 2002, Sergio Vallejo, entre otros.

#### Rally Dakar
La presencia de pilotos españoles en el Dakar es amplia. Después de Francia, país organizador, España es el país que más pilotos aporta a esta legendaria carrera.
Estos son los mejores resultados de los pilotos españoles:
- Nani Roma: ganador en la categoría de motos en 2004,[19] en categoría de coches en 2014, fue segundo en 2012 y tercero en 2006.
- Marc Coma: ganador en la categoría de motos en 2006, 2009, 2011, 2014, 2015 y segundo en 2005.[20]
- Carlos Sainz: ganador en la categoría de coches en 2010, 2018, 2020 y 2024.
- Carlos Mas: segundo en la categoría de motos en 1990.
- Jordi Arcarons: segundo en la categoría de motos en 1994, 1995, 1996 y 2001, y tercero en 1992 y 1993.
- Carlos Sotelo: tercero en la categoría de motos en 1996.
- Óscar Gallardo: segundo en la categoría de motos en 1997.
- Miguel Prieto: segundo en la categoría de coches en 1999.
- Cristina Gutiérrez, ganadora en la categoría de Challenger (T3) en 2024 y tercera en 2022.

#### Automovilismo a radio control
España está incursionando en este nuevo deporte que consiste en manejar autos en miniatura a radio control. ha participado de los campeonatos mundiales y europeos. Hasta ahora el único latino en ganar el campeonato mundial es el argentino Santiago Meirinhos en la categoría FAMAR IC Touring en 2017, pero dado el crecimiento del automovilismo a radio control en un futuro no muy lejano es posible que España sea otro país latino en ganar el campeonato mundial de IFFMAR.

#### Carreras de camiones
Las carreras de camiones conforman una disciplina automovilística organizada por la FIA. Su máximo exponente en España es Antonio Albacete, quien fue campeón tres veces (2005, 2006 y 2010) , del Campeonato de Europa de Camiones. Además, Albacete estuvo a punto de ganar en la edición del 2007 pero fue sancionado con 10 segundos en la última prueba, por un toque con el checo David Vršecký, por lo que el título fue a parar a manos del suizo Markus Bosiger. Esta competición cuenta con un gran seguimiento en España, donde se disputan tres de las nueve pruebas del campeonato.

### Bádminton
Si bien este deporte no es muy conocido ni practicado en España, en los últimos años está destacando Carolina Marín, triple campeona mundial (2014, 2015 y 2018), séptuple de Europa (2014, 2016, 2017, 2018, 2021, 2022 y 2024) y medalla de oro en los Juegos Olímpicos de Río 2016. Es la tercera jugadora europea en ganar el Campeonato Mundial de Bádminton y la primera en conseguirlo en tres ocasiones, siendo esta cifra récord mundial (nadie lo había conseguido antes), y la primera campeona olímpica no asiática. Posee varios títulos importantes, entre ellos el prestigioso torneo de All England conquistado en 2015, siendo la primera española en ganarlo. En junio del mismo año ascendió al número uno de la clasificación mundial, algo que no lograba una jugadora europea desde 2010.

### Baloncesto

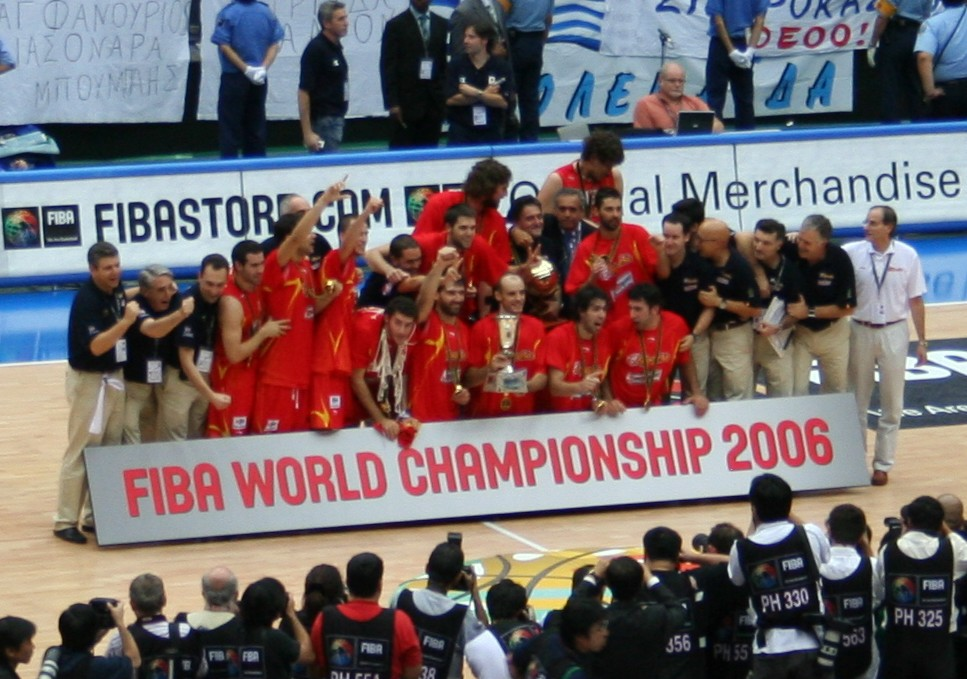
Selección española de baloncesto, medalla de oro en el Campeonato mundial de baloncesto de 2006

España dispone de una de las mejores ligas de baloncesto del mundo, la Liga ACB. Con un total de 28, es la segunda liga en número de títulos europeos, tras la liga italiana. La Asociación de Clubes de Baloncesto (ACB) tomó las riendas de la Liga en la temporada 1983-1984 en sustitución de la Federación Española de Baloncesto (FEB), que dejó de organizar la Liga Nacional. Desde esa temporada el F.C. Barcelona ha ganado en 13 ocasiones (desde 1957, 16 títulos) y el Real Madrid en 8 (desde 1957, 30 títulos). En la Copa del Rey de Baloncesto el Real Madrid y F.C. Barcelona poseen 22 títulos cada uno. En la Supercopa de España de Baloncesto han resultado vencedores del torneo alguna vez, Tau Cerámica, F.C. Barcelona, Real Madrid y Joventut.
Estos son los títulos internacionales de los equipos de España:
- Real Madrid: 8 Copas de Europa, 3 Euroligas, 4 Recopas, 1 Copa Korac, 1 Copa ULEB, 4 Copa Intercontinental.
- FC Barcelona: 2 Euroligas, 2 Recopas, 2 Copa Korać, 1 Supercopa de Europa, 1 Mundial de Clubes.
- Club Joventut de Badalona: 1 Copa de Europa, 2 Copa Korac, 1 Copa ULEB, 1 Eurocopa de la FIBA.
- Saski Baskonia: 1 Recopa de Europa.
- Club Baloncesto Málaga: 1 Copa Korac y 1 Eurocup.
- Valencia Basket Club: 4 Eurocup.
- Club Bàsquet Girona: 1 Eurocopa de la FIBA.
- Club Baloncesto Gran Canaria: 1 Eurocup.

La selección masculina de baloncesto ha sido dos veces campeona del mundo, en las ediciones 2006 de Japón y 2019 de China. Por su primer título mundial, le fue concedido el Premio Príncipe de Asturias de los Deportes 2006. También consiguió la medalla de plata en los Juegos Olímpicos de Los Ángeles 1984, en los Juegos Olímpicos de Pekín 2008 y en los Juegos Olímpicos de Londres 2012. En esas tres finales, el rival fue la selección de los Estados Unidos; en Río 2016 se hizo con el bronce. En los Eurobasket ha conquistado catorce medallas: cuatro de oro, seis de plata y cuatro de bronce.
España ha dado grandes jugadores a este deporte como Pau Gasol que se convirtió en el segundo español en jugar en la NBA en el año 2001, después de que Fernando Martín debutara en 1986. Fue el primer español en ser nombrado Rookie del Año en 2001, en ir a un All-Star Game de la NBA en 2006, en llegar a una final de la NBA en 2008 y en ganar el anillo de campeón de la NBA en 2009, repitiendo título en 2010. Además de poseer múltiples récords en los Memphis Grizzlies. Otros jugadores destacados del baloncesto español en el siglo XX fueron Epi, uno de los mejores jugadores europeos de la década de los años 1980, Fernando Romay, Jordi Villacampa, Juan Antonio Corbalán, y el anteriormente citado Fernando Martín.

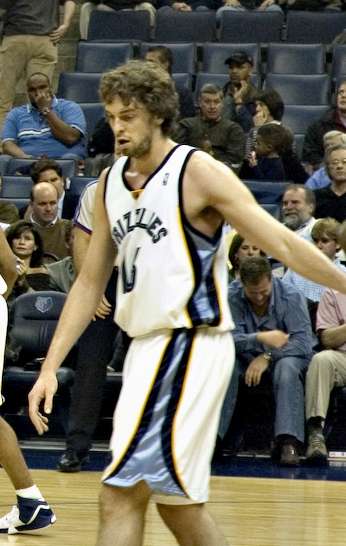
Pau Gasol con la camiseta de los Memphis Grizzlies

Estos son los jugadores españoles que han jugado en alguna ocasión en la NBA:
- Fernando Martín: 1986.
- Pau Gasol: 2001 - 2021.

- Raül López: 2002 - 2005.
- José Manuel Calderón: 2005 - 2019.
- Jorge Garbajosa: 2006 -2008.
- Juan Carlos Navarro: 2007 - 2008.
- Sergio Rodríguez: 2006 - 2010, 2016 - 2017.
- Marc Gasol: 2008 - 2021

- Rudy Fernández: 2008 - 2012.
- Serge Ibaka: 2009 - 2023.
- Ricky Rubio: 2011 - 2023.
- Víctor Claver: 2012 - 2015.
- Nikola Mirotić: 2014 - 2020.
- Álex Abrines: 2016 - 2019.
- Willy Hernangómez: 2016 - 2023.
- Juancho Hernangómez: 2016 - 2023.
- Santi Aldama: 2021 - actualidad.
- Usman Garuba: 2021 - actualidad.

En la temporada 2008/09 debutaron los jugadores Rudy Fernández y Marc Gasol.
En categoría femenina la Liga Femenina se disputa desde 1964. Estos son los títulos internacionales de los equipos de España:
- CB Dorna-Godella Valencia: 2 copas de Europa (1992, 1993).
- CB Perfumerías Avenida de Salamanca: 1 copa de Europa (2011).
- Ros Casares Valencia: 1 copa de Europa (2012).
- Sandra Gran Canaria: 1 Copa Ronchetti (1999).

Este es el palmarés de la selección femenina de baloncesto:
- Medalla de plata en los Juegos Olímpicos de Río 2016.
- Medalla de plata en el Campeonato Mundial en 2014.
- Medalla de bronce en el Campeonato Mundial en 2010.
- Medalla de oro en el Campeonato Europeo de Baloncesto Femenino en 1993, 2013, 2017 y 2019.
- Medalla de plata en el Campeonato Europeo de Baloncesto Femenino en 2007.
- Medalla de bronce en el Campeonato Europeo de Baloncesto Femenino en 2001, 2003, 2005, 2009 y 2015.

### Balonmano

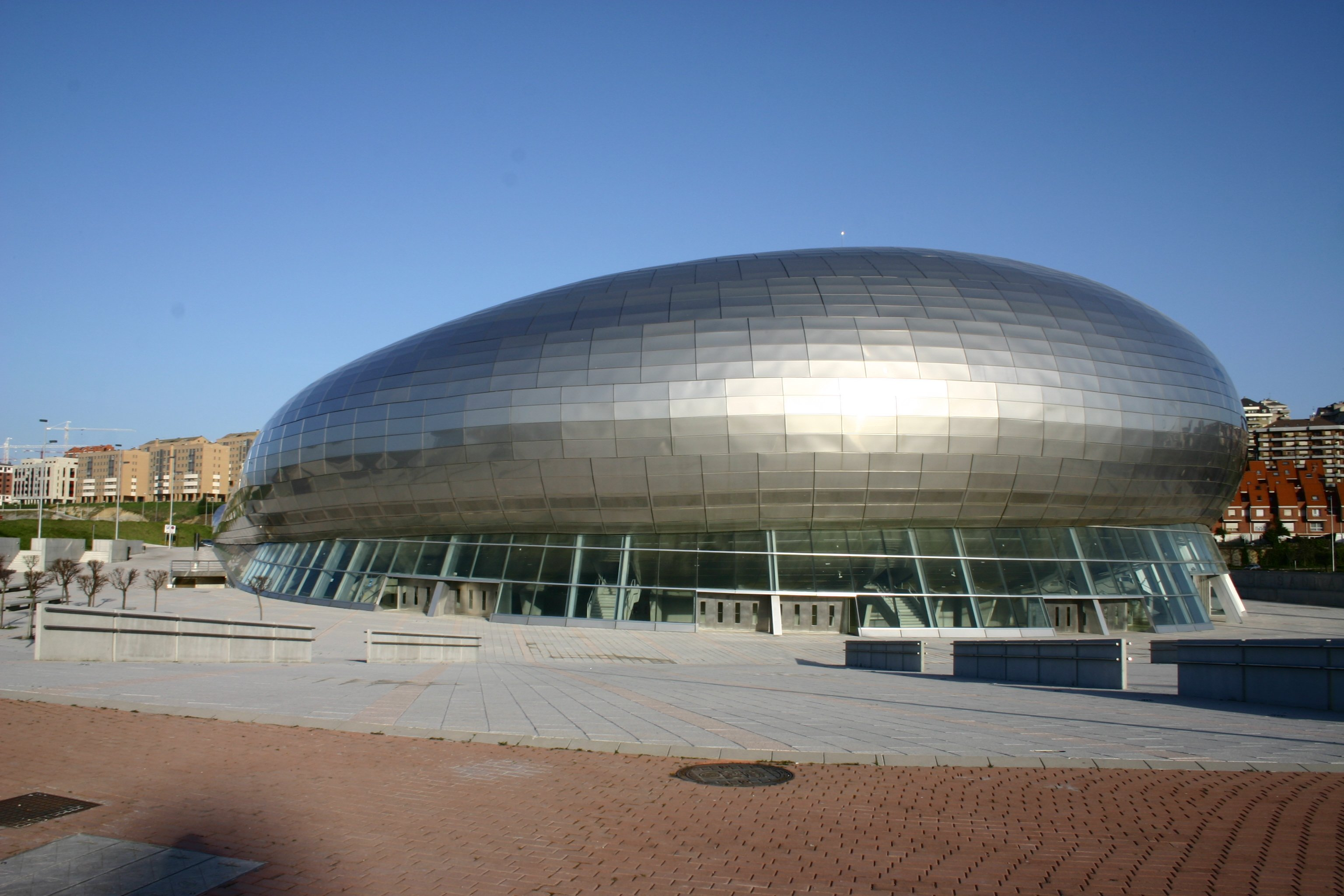
Palacio de Deportes de Santander, lugar de celebración de los partidos del Club Balonmano Cantabria

El balonmano se desarrolló en España en los años 1950 con la aparición de la primera división, hoy Liga ASOBAL. Primero como balonmano a once, se practicaba en estadios descubiertos, y posteriormente fue derivando hacia el balonmano a siete en pabellones cubiertos, tal y como se práctica hoy en día. Sus clubes han dominado la década de los años 1990 y parte de este inicio de siglo, en lo que a títulos europeos se refiere.
Estos son los principales títulos internacionales de los equipos de España:
- FC Barcelona: 12 Copas de Europa, 5 Recopas de Europa, 1 Copa EHF, 5 Supercopas de Europa, 5 Mundial de Clubes.
- Club Balonmano Ciudad Real: 3 Copas de Europa, 2 Recopas de Europa, 2 Mundial de Clubes., 3 Supercopas de Europa.
- Club Balonmano Cantabria: 1 Copa de Europa, 2 Recopas de Europa, 1 Copa EHF, 1 Mundial de Clubes.
- Portland San Antonio: 1 Copa de Europa, 2 Recopas de Europa, 1 Supercopa de Europa.
- Bidasoa Irún: 1 Copa de Europa, 1 Recopa de Europa.
- Club Balonmano Atlético de Madrid: 1 Mundial de Clubes.
- Club Balonmano Granollers: 1 Recopa de Europa, 2 Copas EHF.
- Ademar de León: 2 Recopas de Europa.
- Balonmano Valladolid: 1 Recopa de Europa.
- BM Alzira Avidesa: 1 Copa EHF.

Este es el palmarés de la selección masculina de balonmano:
- Medalla de bronce en los Juegos Olímpicos de 1996, 2000, 2008, 2020 y 2024[29]
- Medalla de oro en los Campeonatos mundiales de 2005 y 2013.[30]
- Medalla de bronce en el Campeonato del Mundo 2011.
- Medalla de oro en el Campeonato de Europa de 2018 y 2020.
- Medalla de plata en el Campeonato de Europa de 1996, 1998, 2006 y 2016.[31]
- Medalla de bronce en el Campeonato de Europa de 2000.
- Medalla de oro en los Juegos del Mediterráneo 2005.
- Medalla de bronce en los Juegos del Mediterráneo 1987.

Este es el palmarés de la selección femenina de balonmano:
- Medalla de bronce en los Juegos Olímpicos de Londres 2012.[32]
- Medalla de plata en el Campeonato Mundial de 2019.
- Medalla de bronce en el Campeonato Mundial de 2011.
- Medalla de plata en el Campeonato de Europa de 2008.[33]

### Béisbol
El béisbol en España es un deporte con poca implantación, aunque a nivel competitivo, la selección de béisbol de España es la tercera potencia europea en cuanto a número de medallas. La última competición internacional que se celebró en el país fue el Campeonato de Europa de Béisbol 2007 en Barcelona en el que la selección volvió a ser tercera (ha ganado en una ocasión el torneo, ha sido segunda en otra ocasión y doce veces medalla de bronce). En los Juegos Olímpicos su mejor resultado fue un octavo puesto en 1992. 
La principal competición a nivel nacional es la Liga española de béisbol que ha sido ganada en 21 ocasiones por el Club Béisbol Viladecans, aunque desde la temporada 2005 hasta la 2008 el ganador ha sido el Marlins Puerto de la Cruz. En la Copa Europea de Béisbol sólo el Picadero Jockey Club en dos ocasiones y el Piratas de Madrid en otras dos han obtenido el título.

### Biatlón
A pesar de no ser muy practicado en España, Victoria Padial Hernández ha logrado dos medallas de plata en el Campeonato de Europa y una medalla de bronce en el Campeonato Mundial de Verano.
| Campeonato Europeo | Campeonato Europeo            | Campeonato Europeo | Campeonato Europeo |
| Año                | Lugar                         | Medalla            | Prueba             |
| ------------------ | ----------------------------- | ------------------ | ------------------ |
| 2014               | Nové Město ( República Checa) | Medalla de plata   | Velocidad          |
| 2014               | Nové Město ( República Checa) | Medalla de plata   | Persecución        |

| Campeonato Mundial | Campeonato Mundial      | Campeonato Mundial | Campeonato Mundial |
| Año                | Lugar                   | Medalla            | Prueba             |
| ------------------ | ----------------------- | ------------------ | ------------------ |
| 2013               | Forni Avoltri ( Italia) | Medalla de bronce  | Persecución        |

### Boxeo
Históricamente, España no es un país que haya obtenido muchos triunfos importantes en boxeo. Sin embargo, cabe destacar a varios campeones del mundo como Baltasar Belenguer Hervás, José Legrá, Pedro Carrasco, Perico Fernández, José Durán Pérez, Miguel Velázquez, Cecilio Lastra, José Antonio López Bueno, Javier Castillejo, Jorge Mata o Gabriel Campillo. También logró el campeonato del mundo la boxeadora María Jesús Rosa.
En los Juegos Olímpicos únicamente Enrique Rodríguez Cal (bronce en 1972), Faustino Reyes (plata en 1992), Rafael Lozano (bronce en 1996 y plata en el 2000), Ayoub Ghadfa (plata en 2024) y Enmanuel Reyes (bronce en 2024) han logrado subirse al podio.

### Ciclismo

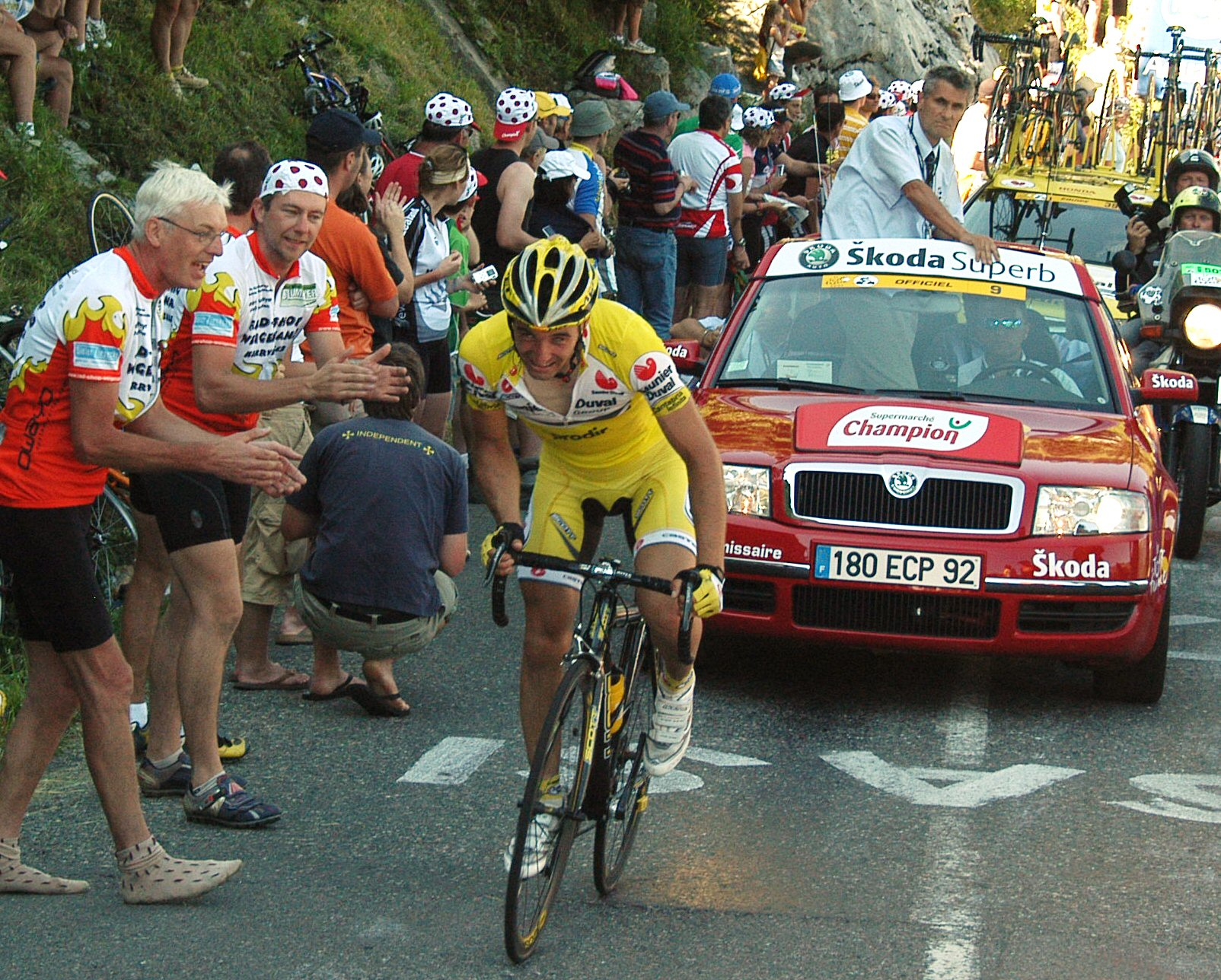
David de la Fuente en la 7.ª etapa del Tour de Francia 2007 en el Col de la Colombière.

El ciclismo ha sido un deporte muy importante en España desde los años 1940. La Vuelta ciclista a España es uno de los acontecimientos de ciclismo más importantes en el mundo y forma parte de las Tres Grandes Vueltas junto al Tour de Francia y al Giro de Italia. Además de la Vuelta también destacan la Volta a Cataluña, la Vuelta al País Vasco o la Clásica de San Sebastián entre otras.
El ciclista español más laureado de la historia es Miguel Induráin, ganador del Tour de Francia en cinco ediciones consecutivas, entre 1991 y 1995, campeón olímpico en Atlanta 1996 en la prueba contrarreloj, y ganador del Giro de Italia de 1992 y 1993.
Por su parte, Alberto Contador ganó el Tour de Francia en 2007 y 2009, el Giro de Italia en 2008 y 2015, y la Vuelta ciclista a España en 2008, 2012 y 2014, siendo el único ciclista español en ganar las tres Grandes Vueltas, y el segundo ciclista en la historia en lograr múltiples victorias en todas ellas.
Induráin y Contador son los únicos españoles que han ganado en el Giro de Italia. En tanto, otros cinco españoles han triunfado en el Tour de Francia: Federico Bahamontes (1959), Luis Ocaña (1973), Pedro Delgado, (1988), Óscar Pereiro, (2006) y Carlos Sastre (2008).
España ha tenido varios equipos UCI ProTeam: Euskaltel-Euskadi (1994-2012), ONCE (1989-2006), Saunier Duval-Prodir (2004-2011) y Movistar Team (1980-presente).
La selección española de ciclismo ha ganado un total de 19 medallas a lo largo de su historia en el mundial de ciclismo en ruta. Ha tenido hasta cuatro campeones del mundo en la prueba de ruta, y dos en la prueba de contrarreloj. 
Estos son los ganadores de alguna edición del campeonato del mundo en ruta:
- Abraham Olano: oro en 1995.
- Óscar Freire: oro en 1999, 2001, 2004.
- Igor Astarloa: oro en 2003.
- Alejandro Valverde: oro en 2018.

Estos son los ganadores de alguna edición del campeonato del mundo de contrarreloj:
- Miguel Induráin: oro en 1995.
- Abraham Olano: oro en 1998.

En categoría femenina destaca Joane Somarriba ganadora del Tour de Francia en 2000, 2001 y 2003 y del Giro de Italia en 1999 y 2000. Con la selección femenina de ciclismo ganó la medalla de oro en el campeonato del mundo de contrarreloj en 2003, la medalla de plata en 2005 en la misma modalidad, y la medalla de bronce en el campeonato del mundo en línea en 2002.
Otra disciplina de ciclismo practicada en España es el ciclismo en pista. Su máximo exponente es Joan Llaneras, siete veces campeón del mundo, oro en los Juegos Olímpicos de Sídney 2000, plata en Atenas 2004 y doble medallista (oro en puntuación y plata en madison junto a Antonio Tauler) en Pekín 2008.
Además de estas medallas olímpicas, José Manuel Moreno Periñán obtuvo el oro en 1992, Miguel Induráin en 1996, Abraham Olano la de plata tras Induráin, José Antonio Escuredo la medalla de plata, Sergi Escobar la de bronce en la modalidad de persecución y después otro bronce por equipos junto a Asier Maeztu, Carlos Torrent y Carlos Castaño Panadero en 2004, y Samuel Sánchez el oro y Leire Olaberría el bronce en 2008.
También destacan en el ciclismo en pista, modalidad en la que han conseguido varios campeonatos del mundo, ciclistas como Sebastián Mora, Albert Torres y David Muntaner.
En el ciclismo de montaña en la modalidad de cross country, destacan Marga Fullana, campeona del mundo en tres ocasiones y medalla de bronce en los Juegos Olímpicos de Sídney 2000, y José Antonio Hermida, tres veces campeón del mundo por relevos y medalla de plata en los Juegos Olímpicos de Atenas 2004.

### Deporte tradicional

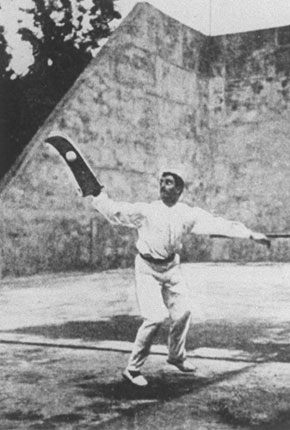
Un competidor de pelota vasca durante los Juegos Olímpicos de París 1900.

Existen multitud de deportes que se practican en una única Comunidad Autónoma o en varias limítrofes. Algunos de los más importantes son las traineras en el norte, la corta de troncos, los bolos con todas sus modalidades (bolo palentino, bolo palma, bolo pasiego), la lucha leonesa, la pelota valenciana o la lucha canaria.
Hay que destacar también la pelota vasca, deporte con el cual se obtuvo la primera medalla olímpica de la historia del país, la medalla de oro en los Juegos Olímpicos de París 1900 en cesta punta por parejas, que fue ganada por Amezola y Francisco Villota. Además fue deporte de exhibición en el Pabellón del Valle de Hebrón durante los Juegos Olímpicos de Barcelona 1992.

### Escalada deportiva
España ha conseguido 4 oro en el Campeonato Mundial de Escalada. Asimismo tiene medallas en el campeonato europeo. 
En los Juegos Olímpicos de Tokio 2020 España consiguió el oro que fue para Alberto Ginés que fue el primer campeón olímpico de escalada

### Esgrima
Como deporte se origina en España con la famosa "espada ropera", es decir, arma que forma parte del vestuario o indumento caballeresco. Hombres y mujeres lo practicaban y, como testimonio, se sabe que la célebre Princesa de Éboli pudo haber perdido el ojo en un accidente causado por su maestro de esgrima.
Los primeros tratados de esgrima se encontraron en España, "La verdadera esgrima" (1472) de J. Pons y "El manejo de las armas de combate" (1473) de P. de la Torre. Se trata del único deporte olímpico con origen español. Con la desaparición del duelo en el último tercio del siglo XIX, aparecen también las reglas propias de cada una de las armas de la esgrima moderna. Desde ese momento, las tres seguirán una evolución paralela.
A pesar de la historia del deporte en el país, el único deportista que ha obtenido una medalla en los Juegos Olímpicos es José Luis Abajo que obtuvo la de bronce en espada en Pekín 2008.
España ha ganado 10 medallas en Campeonatos del Mundo: 
 Manuel Pereira Senabre en espada masculina (1989)
 Equipo femenino de espada. Taymi Chappé, Rosa María Castillejo, Carmen Ruiz Hervías y Cristina de Vargas (1994)
 José Francisco Guerra en florete (1995)
 Equipo Masculino de Espada. José Luis Abajo, Ignacio Canto, Juan Castañeda y Eduardo Sepulveda Puerto (2006)
 Fernando Peña en espada (1993)
 Taymi Chappé en espada femenina (1997)
 Fernando Medina en sable masculino (1998)
 Equipo de florete masculino. Javier Menéndez, Luis Caplliure, José Francisco Guerra y Javier García Delgado (2002)
 José Luis Abajo en espada masculina (2009)
 Carlos Llavador en florete masculino (2018)

### Esquí
El esquí nació en España en 1908 y comenzó a practicarse de manera autodidacta en La Molina (Gerona). En 1941, se funda la Federación Española de Esquí, incrementando la afición del deporte blanco entre los españoles, con instructores provenientes de los países centrales de Europa.
A nivel internacional se han conseguido únicamente dos medallas en los Juegos Olímpicos, la de oro en eslalon masculino para Francisco Fernández Ochoa en Sapporo 1972 y la de bronce en eslalon gigante femenino para Blanca Fernández Ochoa en Albertville 1992.

### Fútbol

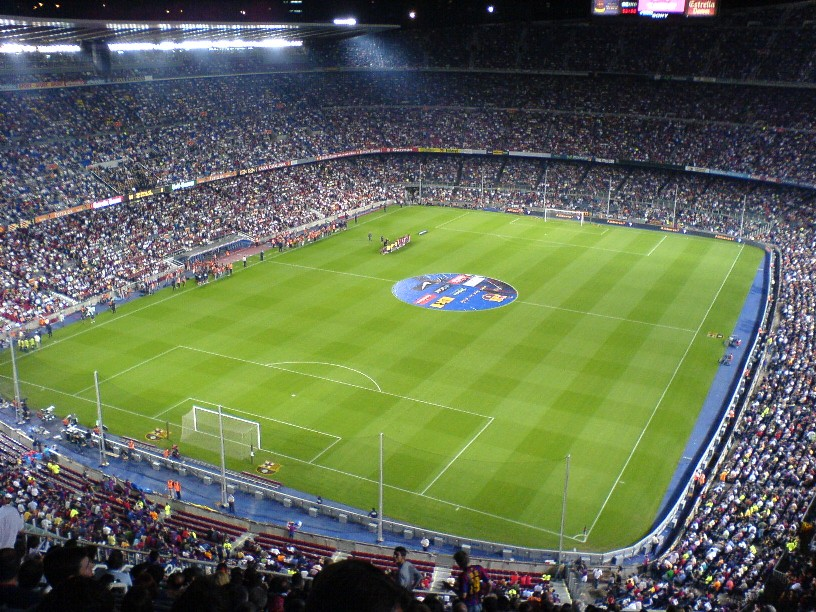
Estadio de fútbol de Barcelona, Camp Nou

El fútbol es el deporte que tiene más jugadores federados (692 094 en 2006) y el segundo más practicado a nivel popular y recreativo después de la natación (en 2005 lo practicaba el 31,7% de los españoles), según un estudio del Consejo Superior de Deportes del Ministerio de Educación y Ciencia.
La primera división de España es en 2016 la primera liga de Europa en ranking UEFA, también es la que más veces ha llegado a lo más alto, con once temporadas al frente de la clasificación. En ella participan equipos como el Real Madrid (33 ligas, 19 copas del Rey y 9 supercopas), considerado por la FIFA el mejor club del siglo XX, el FC Barcelona (24 ligas, 30 copas y 12 supercopas), considerado el mejor club de la primera década del siglo XXI según la clasificación histórica de la Federación Internacional de Historia y Estadística de Fútbol, el Atlético de Madrid (11 ligas, 10 copas y 2 supercopa) el Athetic Club (8 ligas, 23 copas y 2 supercopas), o el Valencia CF (6 ligas, 7 copas y 1 supercopa). El Real Club Recreativo de Huelva por su parte fue fundado en 1889, siendo por tanto el club de fútbol más antiguo de existencia ininterrumpida de la península ibérica.

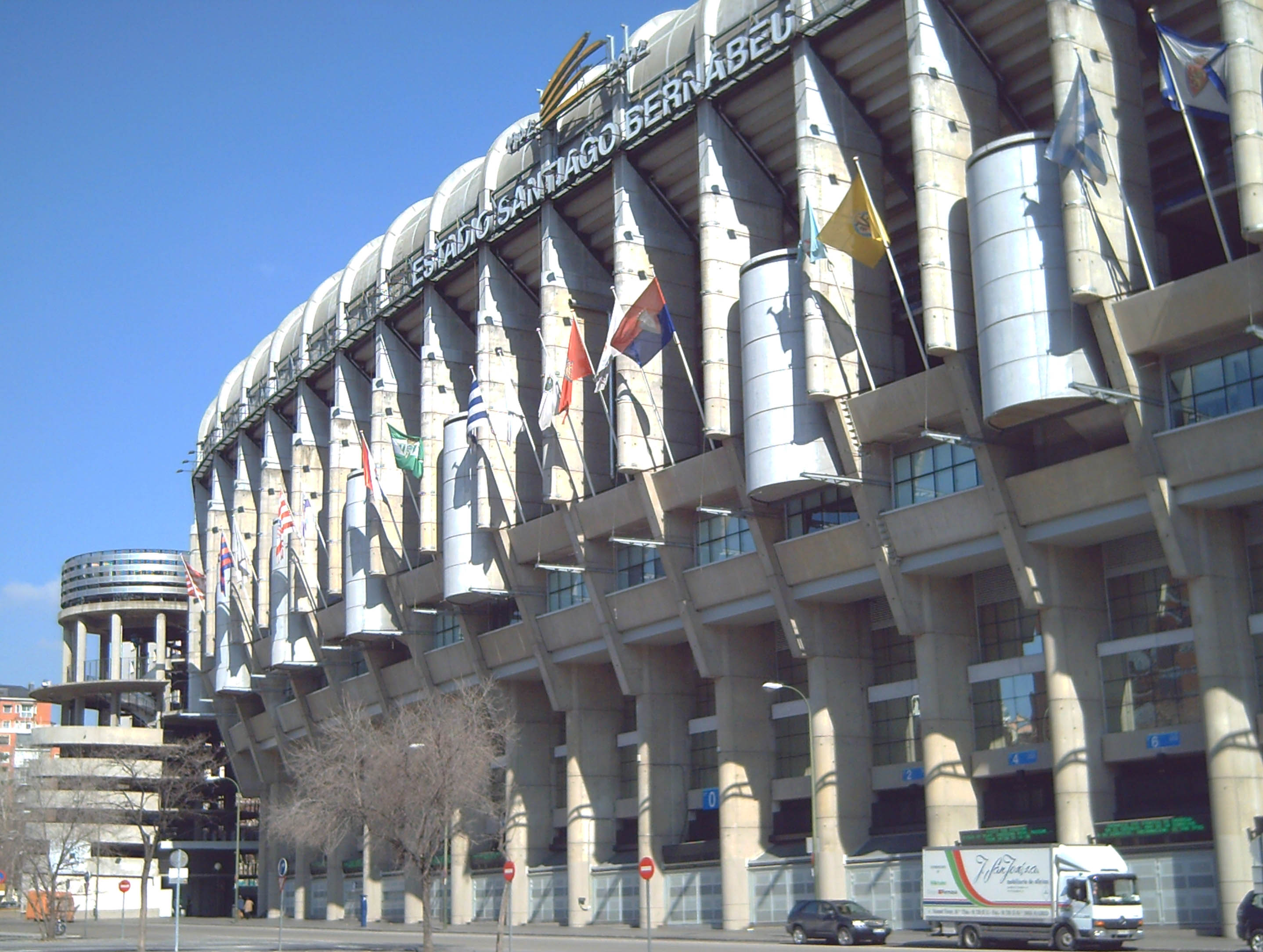
Fachada oeste del estadio Santiago Bernabéu

Estos son los principales títulos internacionales de los equipos de España:
- Real Madrid: 15 Copas de Europa, 2 Copas de la UEFA, 6 Supercopas de Europa, 3 Copas Intercontinentales, 1 Copa Intercontinental de la FIFA, 5 Copas del Mundial de Clubes.
- FC Barcelona: 5 Copas de Europa, 4 Recopas de Europa, 3 Copas de Ferias, 5 Supercopas de Europa, 3 Copas del Mundial de Clubes.
- Atlético de Madrid: 1 Recopa de Europa, 3 Copas de la UEFA, 1 Copa Intercontinental, 3 Supercopas de Europa.
- Valencia CF: 1 Recopa de Europa, 1 Copa de la UEFA, 2 Copas de Ferias, 2 Supercopas de Europa.
- Real Zaragoza: 1 Recopa de Europa, 1 Copa de Ferias.
- Sevilla FC: 7 Copas de la UEFA, 1 Supercopa de Europa.
- Villarreal CF: 1 Copa de la UEFA.

La sección femenina del FC Barcelona, logró hacerse con el máximo título continental de su categoría, la Liga de Campeones Femenina de la UEFA en tres ocasiones: 2020/2021, 2022/2023 y 2023/2024.
La selección masculina de fútbol ha participado en trece ediciones de la Copa Mundial de Fútbol, y fue la anfitriona en 1982. En la edición de 2010, celebrada en Sudáfrica, se proclamó campeona del mundo por primera vez en su historia tras vencer al combinado neerlandés por un gol a cero, anotado en la segunda parte de la prórroga por Andrés Iniesta.

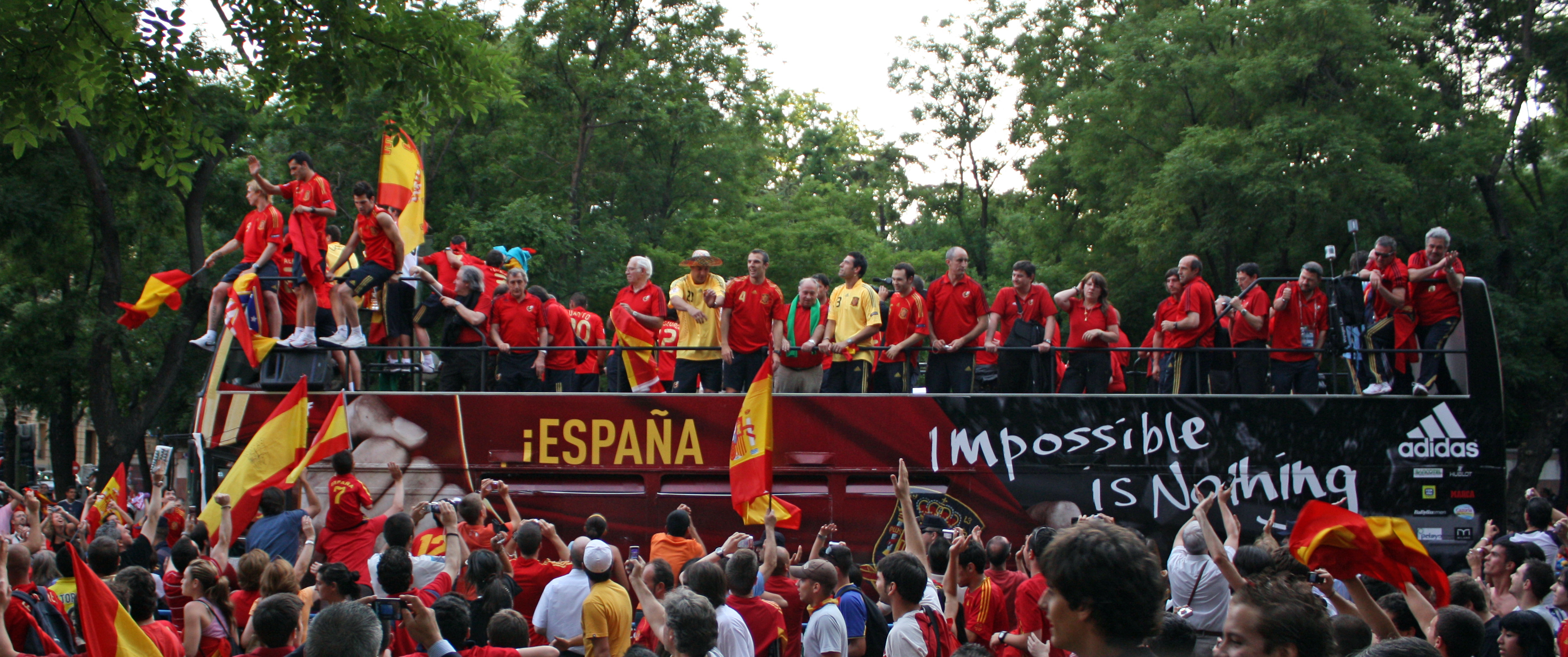
La selección española celebrando su segunda Eurocopa

También ha participado en doce ediciones de la Eurocopa, título que ha obtenido en cuatro ocasiones, el primero en la Eurocopa 1964, organizada en España, y donde se proclamó campeona al derrotar en la final a la Unión Soviética por 2-1, el segundo en la Eurocopa 2008, celebrada en Suiza y Austria, donde la selección de fútbol de España se proclamó campeona tras derrotar a la selección de fútbol de Alemania por 1-0, el tercero en la Eurocopa 2012 disputada en Polonia y Ucrania venciendo en la final a la Selección de fútbol de Italia por 4-0 y el cuarto en la Eurocopa 2024, organizada en Alemania, y donde se proclamó campeona al derrotar en la final a la de Inglaterra por 2-1. En la Eurocopa 1984, celebrada en Francia, alcanzó el subcampeonato, perdiendo la final por 2-0 ante el país anfitrión.
Ha participado en dos ediciones, 2009 y 2013, de la Copa FIFA Confederaciones quedando en segundo (2013) y en tercer lugar (2009). también ha participado en dos ediciones, 2020-21 y 2022-23, de la Liga de Naciones de la UEFA, quedando finalista en la primera  y ganando el campeonato en la segunda. Desde julio de 2008 la selección ha ocupado el 1.º puesto en varias ocasiones del ranking FIFA. 
Ha ganado dos medallas de oro en los Juegos Olímpicos, la primera en Barcelona 1992, derrotando a Polonia por 3 a 2 en la final disputada en el estadio del Camp Nou de Barcelona y la segunda en París 2024, haciendo lo propio con Francia por 5-3 (dos en la prórroga) en el estadio del Parque de los Príncipes en París. En los Juegos Olímpicos de Sídney 2000, logró la medalla de plata al llegar a la final, que perdió ante Camerún. También consiguió la medalla de plata en los Juegos Olímpicos de Amberes 1920.
La Selección femenina de fútbol se proclamó campeona del mundo en 2023 venciendo en la final a Inglaterra y fue campeona de la Liga de Naciones Femenina de la UEFA en 2024, ganando la final a Francia.
Jugadores españoles premiados a nivel internacional:
- Alfredo Di Stéfano: Ganador en 1957 y 1959 del Balón de Oro.
- Luis Suárez: Ganador en 1960 del Balón de Oro.
- Emilio Butragueño: Ganador en 1985 y 1986 del Trofeo Bravo.
- Josep Guardiola: Ganador en 1992 del Trofeo Bravo.
- Íker Casillas: Ganador en 2000 del Trofeo Bravo.
- Cesc Fàbregas: Ganador en 2006 del Trofeo Bravo.
- Sergio Busquets: Ganador en 2009 del Trofeo Bravo.
- Isco Alarcón: Ganador en 2013 del Trofeo Bravo.
- Alexia Putellas: Ganadora en 2021 y 2022 del Balón de Oro y del Premio The Best FIFA en 2021.

Este es el palmarés de la selección masculina de fútbol en categorías inferiores:
- Medalla de oro en el Mundial sub-20 en 1999.
- Medalla de plata en el Mundial sub-20 en 1985 y 2003.
- Medalla de plata en el Mundial sub-17 en 1991, 2003, 2007 y 2017.
- Medalla de bronce en el Mundial sub-17 en 1997 y 2009 .

A nivel europeo ha sido campeona de Europa en todas las categorías: sub-21, sub-19, sub-18, sub-17 y sub-16.
Este es el palmarés de la selección femenina de fútbol en categorías inferiores:
- Medalla de oro en el Mundial sub-20 en 2022.
- Medalla de oro en el Campeonato de Europa sub-19 en 2004, 2017, 2018, 2022, 2023 y 2024.
- Medalla de oro en el Mundial sub-17 en 2018 y 2022.
- Medalla de oro en el Campeonato de Europa sub-17 en 2010, 2011, 2015, 2018 y 2024.

Máximos goleadores de la selección española:
1 David Villa 59
2 Raúl 44
3 Fernando Torres 38
4 David Silva 35
5 Morata 34
6 Hierro  29
7 Morientes 27
8  Butragueño 26
9  Di Stéfano 23
10 Sergio Ramos 23

### Fútbol sala
La disciplina de fútbol sala, al igual que el fútbol, es una de las más practicadas en España. La Liga Nacional de fútbol sala es una de las ligas más importantes del mundo en cuanto a número de títulos internacionales. Esta liga fue fundada en 1989 e incluye la división de honor (está regida bajo las normas de la FIFA y se compone actualmente de 15 equipos) y la división de plata.
Estos son los principales títulos internacionales de los equipos de España:
- Interviú Fadesa: 4 Copas de Europa, 1 Recopa de Europa.
- Playas de Castellón Fútbol Sala: 2 Copa de Europa.
- Caja Segovia: 1 Copa de Europa.
- Talavera: 1 Copa de Europa.
- ElPozo Murcia Turística: 1 Recopa de Europa.
- Azkar Lugo: 1 Recopa de Europa.
- Lobelle: 1 Recopa de Europa.
- FC Barcelona: 2 Copa de Europa, 1 Recopa de Europa (oficiosa)

Este es el palmarés de la selección masculina de fútbol sala:
- Medalla de oro en el Campeonato Mundial de la FIFA en 2000 y 2004.[55]
- Medalla de plata en el Campeonato Mundial de la FIFA en 1996, 2008 y 2012.
- Medalla de bronce en el Campeonato Mundial de la FIFA en 1992.
- Medalla de oro en la Eurocopa de fútbol sala en 1996, 2001, 2005, 2007, 2010, 2012 y 2016.[56]
- Medalla de plata en la Eurocopa de fútbol sala en 1999 y 2018.[57]

Este es el palmarés de la selección femenina de fútbol sala:
- Medalla de plata en el Campeonato Mundial de la FIFA 2011 y 2013.
- Medalla de bronce en el Campeonato Mundial de la FIFA 2012, 2014 y 2015.
- Medalla de oro en la Eurocopa de fútbol sala 2019 y 2022.

### Fútbol playa
La modalidad de fútbol playa es de reciente implantación, en 1995 se disputó la primera Copa Mundial de Fútbol Playa de FIFA, y tiene a Brasil como país dominador. 
Este es el palmarés de la selección española de fútbol playa:
- Medalla de plata en la Copa Mundial de Fútbol Playa de FIFA en 2003, 2004 y 2013.
- Medalla de oro en el Campeonato de Europa en 1999, 2000, 2001, 2003 y 2006.

España fue campeón del Mundialito de Fútbol Playa (no confundirla con la Copa Mundial de Fútbol Playa de FIFA, máxima competencia en esta disciplina) en 2013.

### Gimnasia artística

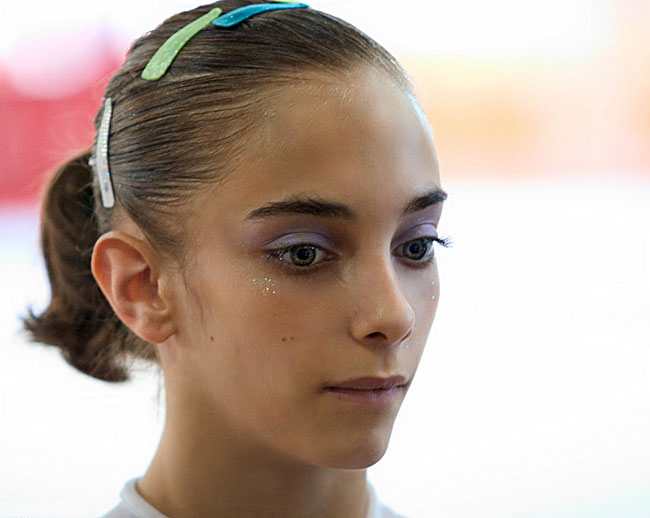
Patricia Moreno, única gimnasta artística española medallista olímpica.

En gimnasia artística han destacado a nivel internacional varios gimnastas españoles. En modalidad masculina, se pueden citar a Gervasio Deferr, doble oro olímpico en salto de potro (Sídney 2000 y Atenas 2004) y plata olímpica en suelo en Pekín 2008; Jesús Carballo Martínez, bicampeón del mundo en barra fija (1996 y 1999); Joaquín Blume, que logró 4 oros y 1 plata en el Campeonato Europeo de 1957; y Rafa Martínez, que fue oro europeo en el concurso general (2005) y en suelo (2007). En modalidad femenina, se pueden señalar a Patricia Moreno, bronce olímpico en suelo en Atenas 2004, y Elena Gómez, quien obtuvo la medalla de oro en suelo en el Campeonato Mundial de 2002. Los mayores logros de la gimnasia artística femenina española fueron obtenidos durante la etapa como seleccionador de Jesús ''Fillo'' Carballo.

### Gimnasia rítmica

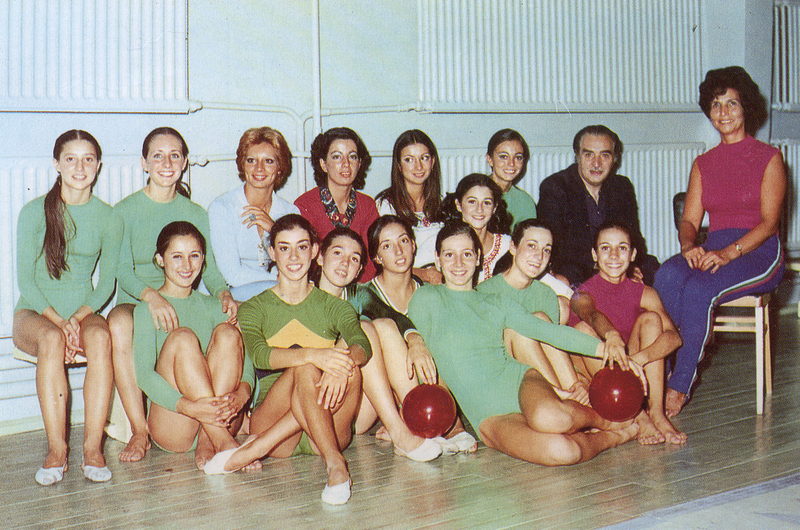
La primera selección nacional de gimnasia rítmica de España, entrenada por Ivanka Tchakarova (1975).

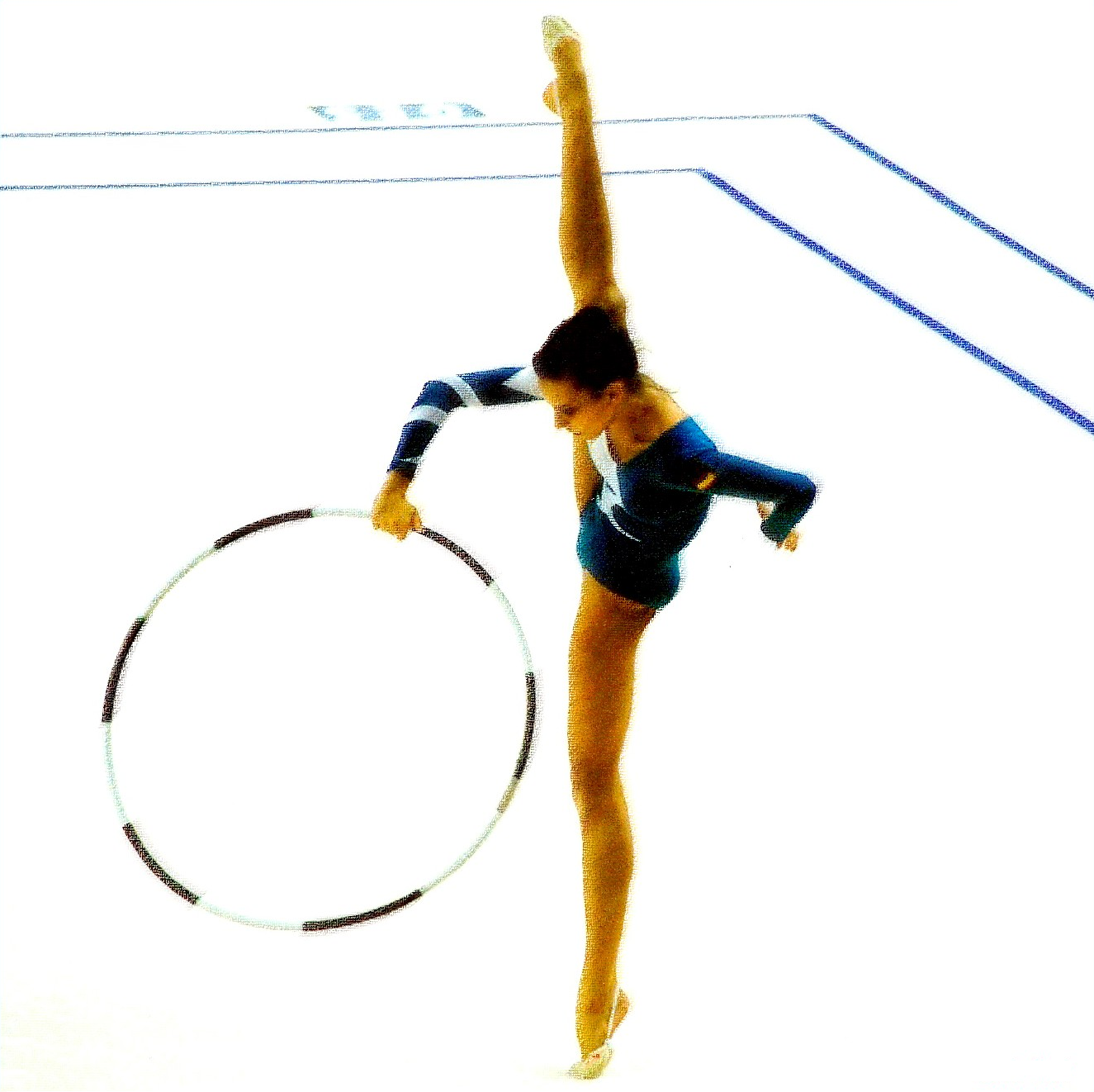
Carmen Acedo en el Campeonato Mundial de Alicante en 1993.

La gimnasia rítmica española ha obtenido diversos éxitos internacionales desde la creación en 1974 de la selección nacional de gimnasia rítmica, siendo una de las selecciones deportivas españolas más laureadas. Es además la 4.ª disciplina deportiva más practicada entre niñas y adolescentes en España, solo superada por la natación, el baloncesto y el fútbol, según la Encuesta de Hábitos Deportivos de la Población Escolar (2011), elaborada por el CSD.
La primera incursión de España a nivel internacional fue en el Campeonato Mundial de Gimnasia Rítmica de 1963 celebrado en Budapest, y la segunda, 10 años después. Para poder participar en el Campeonato del Mundo de Madrid en 1975 y en el Campeonato de Europa de Madrid en 1978, la Federación Española de Gimnasia creó la primera selección nacional de gimnasia rítmica. De ella se haría cargo la primera seleccionadora nacional, la búlgara Ivanka Tchakarova, y posteriormente, desde 1979, la también búlgara Meglena Atanasova, que estaría hasta 1981. Su sustituta sería la que es la seleccionadora nacional más importante hasta la fecha, la búlgara Emilia Boneva, que estuvo en el puesto de seleccionadora en tres etapas: la primera, en las dos modalidades (individual y conjuntos) desde abril de 1982 a 1992; la segunda, únicamente como seleccionadora nacional individual para el Campeonato del Mundo de 1993; y la tercera, nuevamente en las dos modalidades, desde marzo de 1994 hasta diciembre de 1996, cuando fue sustituida por María Fernández. Durante ese tiempo, Boneva consiguió como seleccionadora un total de 63 medallas en competiciones internacionales oficiales.
Las gimnastas rítmicas españolas con más medallas en competiciones internacionales oficiales (organizadas por la FIG, la UEG o el COI) son Alejandra Quereda y Sandra Aguilar, con un total de 42. En Campeonatos del Mundo, la competición más importante de la FIG, las que tienen más medallas son Estela Giménez, Marta Baldó, Bito Fuster y Lorea Elso, con un total de 8 cada una. Nuria Cabanillas es la que más medallas de oro tiene en esta competición, con 3, aunque la última fue conseguida como suplente del equipo en ambos ejercicios. Este es el listado de las gimnastas rítmicas españolas que más veces han sido campeonas del mundo:
|    |  | Deportista         | Medalla de oro | Medalla de plata | Medalla de bronce | Total |
| -- |  | ------------------ | -------------- | ---------------- | ----------------- | ----- |
| 1  |  | Nuria Cabanillas   | 3              | 4                | 0                 | 7     |
| 2  |  | Estela Giménez     | 2              | 4                | 2                 | 8     |
| 3  |  | Marta Baldó        | 2              | 4                | 2                 | 8     |
| 4  |  | Estíbaliz Martínez | 2              | 3                | 0                 | 5     |
| 5  |  | Tania Lamarca      | 2              | 3                | 0                 | 5     |
| 6  |  | Maider Esparza     | 2              | 3                | 0                 | 5     |
| 7  |  | Lorena Guréndez    | 2              | 2                | 0                 | 4     |
| 8  |  | Alejandra Quereda  | 2              | 0                | 2                 | 4     |
| 9  |  | Sandra Aguilar     | 2              | 0                | 2                 | 4     |
| 10 |  | Lourdes Mohedano   | 2              | 0                | 2                 | 4     |
| 11 |  | Elena López        | 2              | 0                | 2                 | 4     |
| 12 |  | Artemi Gavezou     | 2              | 0                | 2                 | 4     |

1. ↑  El oro y la plata del Campeonato Mundial de 1998 conseguidos por Nuria, fueron como suplente del conjunto en ambos ejercicios, aunque fue convocada a dicha competición.
2. ↑  Las 5 medallas conseguidas por Maider, fueron como suplente del conjunto en ambos ejercicios, aunque fue convocada a estos campeonatos.

Las gimnastas rítmicas españolas que solo se han proclamado una vez campeonas del mundo son Débora Alonso, Bito Fuster, Isabel Gómez, Lorea Elso, Montse Martín, Gemma Royo, Marta Aberturas, Cristina Chapuli, María Pardo, Sara Bayón, Marta Calamonte, Carolina Malchair, Beatriz Nogales y Paula Orive en conjuntos, y Carmen Acedo como individual. 
| Juegos Olímpicos | Juegos Olímpicos | Juegos Olímpicos |
| ---------------- | ---------------- | ---------------- |
| Plata            | Barcelona 1992   | Individual       |
| Oro              | Atlanta 1996     | Conjuntos        |
| Plata            | Río 2016         | Conjuntos        |

| Campeonato Mundial | Campeonato Mundial | Campeonato Mundial              |
| ------------------ | ------------------ | ------------------------------- |
| Bronce             | Madrid 1975        | Concurso general (Individual)   |
| Bronce             | Madrid 1975        | Aro                             |
| Bronce             | Madrid 1975        | Pelota                          |
| Plata              | Madrid 1975        | Mazas                           |
| Bronce             | Madrid 1975        | Cinta                           |
| Bronce             | Madrid 1975        | Concurso general (Conjuntos)    |
| Bronce             | Varna 1987         | Concurso general (Conjuntos)    |
| Bronce             | Varna 1987         | 3 aros y 3 pelotas              |
| Bronce             | Sarajevo 1989      | Equipos                         |
| Bronce             | Sarajevo 1989      | Concurso general (Conjuntos)    |
| Bronce             | Sarajevo 1989      | 12 mazas                        |
| Bronce             | Sarajevo 1989      | 3 aros y 3 cintas               |
| Bronce             | Atenas 1991        | Equipos                         |
| Oro                | Atenas 1991        | Concurso general (Conjuntos)    |
| Plata              | Atenas 1991        | 6 cintas                        |
| Plata              | Atenas 1991        | 3 pelotas y 3 cuerdas           |
| Plata              | Bruselas 1992      | Pelota                          |
| Bronce             | Bruselas 1992      | Mazas                           |
| Plata              | Bruselas 1992      | Concurso general (Conjuntos)    |
| Bronce             | Bruselas 1992      | 6 cintas                        |
| Oro                | Alicante 1993      | Mazas                           |
| Plata              | Alicante 1993      | Mazas                           |
| Plata              | París 1994         | Concurso general (Conjuntos)    |
| Bronce             | París 1994         | 6 cuerdas                       |
| Bronce             | París 1994         | 4 aros y 4 mazas                |
| Plata              | Viena 1995         | Concurso general (Conjuntos)    |
| Plata              | Viena 1995         | 5 aros                          |
| Oro                | Viena 1995         | 3 pelotas y 2 cintas            |
| Plata              | Budapest 1996      | Concurso general (Conjuntos)    |
| Oro                | Budapest 1996      | 3 pelotas y 2 cintas            |
| Plata              | Sevilla 1998       | Concurso general (Conjuntos)    |
| Oro                | Sevilla 1998       | 3 cintas y 2 aros               |
| Oro                | Kiev 2013          | 10 mazas                        |
| Bronce             | Kiev 2013          | 3 pelotas y 2 cintas            |
| Oro                | Esmirna 2014       | 10 mazas                        |
| Bronce             | Stuttgart 2015     | Concurso general (Conjuntos)    |
| Bronce             | Sofía 2022         | Concurso general (Conjuntos)    |
| Bronce             | Sofía 2022         | 5 aros                          |
| Bronce             | Sofía 2022         | Equipos (Individual + conjunto) |

| Campeonato Europeo | Campeonato Europeo | Campeonato Europeo            |
| ------------------ | ------------------ | ----------------------------- |
| Bronce             | Madrid 1978        | Concurso general (Individual) |
| Bronce             | Viena 1984         | Concurso general (Conjuntos)  |
| Bronce             | Florencia 1986     | Concurso general (Conjuntos)  |
| Bronce             | Helsinki 1988      | 6 pelotas                     |
| Bronce             | Goteborg 1990      | Equipos                       |
| Bronce             | Goteborg 1990      | Concurso general (Conjuntos)  |
| Plata              | Goteborg 1990      | 12 mazas                      |
| Bronce             | Goteborg 1990      | 3 pelotas y 3 cuerdas         |
| Bronce             | Stuttgart 1992     | Equipos                       |
| Oro                | Stuttgart 1992     | Concurso general (Conjuntos)  |
| Bronce             | Stuttgart 1992     | 6 cintas                      |
| Oro                | Stuttgart 1992     | 3 pelotas y 3 cuerdas         |
| Bronce             | Bucarest 1993      | Concurso general (Conjuntos)  |
| Bronce             | Bucarest 1993      | 4 aros y 4 mazas              |
| Bronce             | Praga 1995         | Concurso general (Conjuntos)  |
| Bronce             | Praga 1995         | 5 aros                        |
| Plata              | Praga 1995         | 3 pelotas y 2 cintas          |
| Plata              | Patras 1997        | 5 pelotas                     |
| Bronce             | Patras 1997        | 3 pelotas y 2 cintas          |
| Bronce             | Budapest 1999      | 3 cintas y 2 aros             |
| Bronce             | Bakú 2014          | 10 mazas                      |
| Bronce             | Jolón 2016         | 5 cintas                      |
| Plata              | Jolón 2016         | 2 aros y 6 mazas              |
| Plata              | Tel Aviv 2022      | 3 cintas y 2 pelotas          |
| Bronce             | Bakú 2023          | 3 cintas y 2 pelotas          |

| Final de la Copa del Mundo | Final de la Copa del Mundo | Final de la Copa del Mundo   |
| -------------------------- | -------------------------- | ---------------------------- |
| Bronce                     | Bruselas 1990              | Concurso general (Conjuntos) |
| Bronce                     | Bruselas 1990              | 12 mazas                     |
| Bronce                     | Bruselas 1990              | 3 pelotas y 3 cuerdas        |
| Plata                      | Benidorm 2008              | 5 cuerdas                    |
| Plata                      | Benidorm 2008              | 3 aros y 4 mazas             |

| Prueba de Copa del Mundo | Prueba de Copa del Mundo   | Prueba de Copa del Mundo     |
| ------------------------ | -------------------------- | ---------------------------- |
| Bronce                   | Vitry Cup de Zaragoza 2003 | Pelota                       |
| Bronce                   | Bakú 2005                  | 3 aros y 4 mazas             |
| Bronce                   | Portimão 2006              | 5 cintas                     |
| Plata                    | Portimão 2006              | 3 aros y 4 mazas             |
| Plata                    | Nizni Nóvgorod 2007        | Concurso general (Conjuntos) |
| Plata                    | Nizni Nóvgorod 2007        | 3 aros y 4 mazas             |
| Bronce                   | Corbeil-Essonnes 2008      | Aro                          |
| Plata                    | Portimão 2009              | Concurso general (Conjuntos) |
| Plata                    | Portimão 2009              | 3 cintas y 2 cuerdas         |
| Bronce                   | Corbeil-Essonnes 2009      | Pelota                       |
| Bronce                   | Sofía 2012                 | Concurso general (Conjuntos) |
| Oro                      | Sofía 2012                 | 3 cintas y 2 aros            |
| Bronce                   | Minsk 2012                 | Concurso general (Conjuntos) |
| Oro                      | Lisboa 2013                | Concurso general (Conjuntos) |
| Bronce                   | Lisboa 2013                | 3 pelotas y 2 cintas         |
| Plata                    | Sofía 2013                 | 10 mazas                     |
| Bronce                   | San Petersburgo 2013       | Concurso general (Conjuntos) |
| Bronce                   | Lisboa 2014                | Mazas                        |
| Oro                      | Lisboa 2014                | Concurso general (Conjuntos) |
| Plata                    | Lisboa 2014                | 10 mazas                     |
| Plata                    | Lisboa 2014                | 3 pelotas y 2 cintas         |
| Plata                    | Minsk 2014                 | Concurso general (Conjuntos) |
| Bronce                   | Minsk 2014                 | 3 pelotas y 2 cintas         |
| Bronce                   | Sofía 2014                 | 10 mazas                     |
| Bronce                   | Kazán 2014                 | Concurso general (Conjuntos) |
| Bronce                   | Lisboa 2015                | Concurso general (Conjuntos) |
| Bronce                   | Lisboa 2015                | 2 aros y 6 mazas             |
| Bronce                   | Pesaro 2015                | Concurso general (Conjuntos) |
| Plata                    | Taskent 2015               | Concurso general (Conjuntos) |
| Plata                    | Taskent 2015               | 2 aros y 6 mazas             |
| Bronce                   | Espoo 2016                 | Concurso general             |
| Oro                      | Espoo 2016                 | 5 cintas                     |
| Plata                    | Espoo 2016                 | 2 aros y 6 mazas             |
| Bronce                   | Lisboa 2016                | Concurso general (Conjuntos) |
| Bronce                   | Lisboa 2016                | 2 aros y 6 mazas             |
| Bronce                   | Taskent 2016               | 5 cintas                     |
| Plata                    | Taskent 2016               | 2 aros y 6 mazas             |
| Oro                      | Guadalajara 2016           | Concurso general (Conjuntos) |
| Bronce                   | Guadalajara 2016           | 5 cintas                     |
| Bronce                   | Guadalajara 2016           | 2 aros y 6 mazas             |
| Bronce                   | Bakú 2016                  | 5 cintas                     |
| Bronce                   | Bakú 2016                  | 2 aros y 6 mazas             |
| Bronce                   | Portimão 2017              | 5 aros                       |
| Bronce                   | Pamplona 2022              | Cinta                        |
| Bronce                   | Pamplona 2022              | Concurso general (Conjuntos) |
| Plata                    | Pamplona 2022              | 5 aros                       |
| Plata                    | Portimão 2022              | Concurso general (Conjuntos) |
| Plata                    | Portimão 2022              | 5 aros                       |
| Plata                    | Portimão 2022              | 3 cintas y 2 pelotas         |
| Bronce                   | Cluj-Napoca 2022           | Concurso general (Conjuntos) |
| Bronce                   | Cluj-Napoca 2022           | 5 aros                       |
| Plata                    | Cluj-Napoca 2022           | 3 cintas y 2 pelotas         |
| Bronce                   | Atenas 2023                | Aro                          |
| Oro                      | Portimão 2023              | Concurso general (Conjuntos) |
| Plata                    | Portimão 2023              | 5 aros                       |

| Final de la Copa de Europa | Final de la Copa de Europa | Final de la Copa de Europa    |
| -------------------------- | -------------------------- | ----------------------------- |
| Bronce                     | Hanóver 1989               | Concurso general (Individual) |
| Oro                        | Hanóver 1989               | Cuerda                        |
| Bronce                     | Hanóver 1989               | Aro                           |
| Plata                      | Hanóver 1989               | Pelota                        |
| Bronce                     | Málaga 1993                | Concurso general (Individual) |
| Plata                      | Málaga 1993                | Mazas                         |
| Bronce                     | Málaga 1993                | Mazas                         |
| Bronce                     | Málaga 1993                | Cinta                         |
| Bronce                     | Málaga 1993                | Pelota                        |

| Campeonato Mundial Júnior | Campeonato Mundial Júnior | Campeonato Mundial Júnior |
| ------------------------- | ------------------------- | ------------------------- |
| Bronce                    | Moscú 2019                | Cinta                     |

| Campeonato Europeo Júnior | Campeonato Europeo Júnior | Campeonato Europeo Júnior     |
| ------------------------- | ------------------------- | ----------------------------- |
| Plata                     | Atenas 1987               | Conjuntos                     |
| Bronce                    | Tenerife 1989             | Equipos                       |
| Plata                     | Tenerife 1989             | Mazas                         |
| Bronce                    | Tenerife 1989             | Conjuntos                     |
| Bronce                    | Lisboa 1991               | Equipos                       |
| Bronce                    | Lisboa 1991               | Concurso general (Individual) |
| Bronce                    | Lisboa 1991               | Pelota                        |
| Plata                     | Lisboa 1991               | Mazas                         |
| Bronce                    | Lisboa 1991               | Mazas                         |
| Plata                     | Lisboa 1991               | Cinta                         |
| Oro                       | Lisboa 1991               | Conjuntos                     |

| Campeonato Europeo por Equipos | Campeonato Europeo por Equipos | Campeonato Europeo por Equipos |
| ------------------------------ | ------------------------------ | ------------------------------ |
| Bronce                         | Riesa 2001                     | Equipos                        |

| Preolímpico | Preolímpico  | Preolímpico                  |
| ----------- | ------------ | ---------------------------- |
| Oro         | Londres 2012 | Concurso general (Conjuntos) |

La selección española de gimnasia rítmica ha obtenido un total de 150 medallas en competiciones internacionales oficiales (organizadas por la FIG, la UEG o el COI). De todas ellas, en Juegos Olímpicos han sido obtenidas 1 oro y 2 platas; en Campeonatos del Mundo, 7 oros, 11 platas y 21 bronces; en Campeonatos de Europa, 2 oros, 5 platas y 18 bronces; en Campeonatos del Mundo Júnior, 1 bronce; en Campeonatos de Europa Júnior, 1 oro, 4 platas y 6 bronces; más 2 platas y 3 bronces en Finales de la Copa del Mundo, 6 oros, 19 platas y 30 bronces en pruebas de la Copa del Mundo, 1 oro, 2 platas y 6 bronces en Finales de la Copa de Europa, 1 bronce en Campeonatos de Europa por Equipos y 1 oro en Preolímpicos (actualizado a 25-6-2023).
A nivel nacional, las competiciones más importantes son el Campeonato de España Individual y en el Campeonato de España de Conjuntos. Carolina Rodríguez es la gimnasta individual que más veces ha sido campeona de España del concurso general contando todas las categorías, con 12 títulos (1 en alevín, 1 en infantil, 1 en 1.ª categoría y 9 en categoría de honor). El Club Atlético Montemar y el Club Ritmo son los más laureados en 1.ª categoría de conjuntos. Además, anualmente se celebra en el País Vasco el Euskalgym, una gala internacional donde participan algunas de las mejores gimnastas del mundo.

#### Hitos de la gimnasia rítmica española

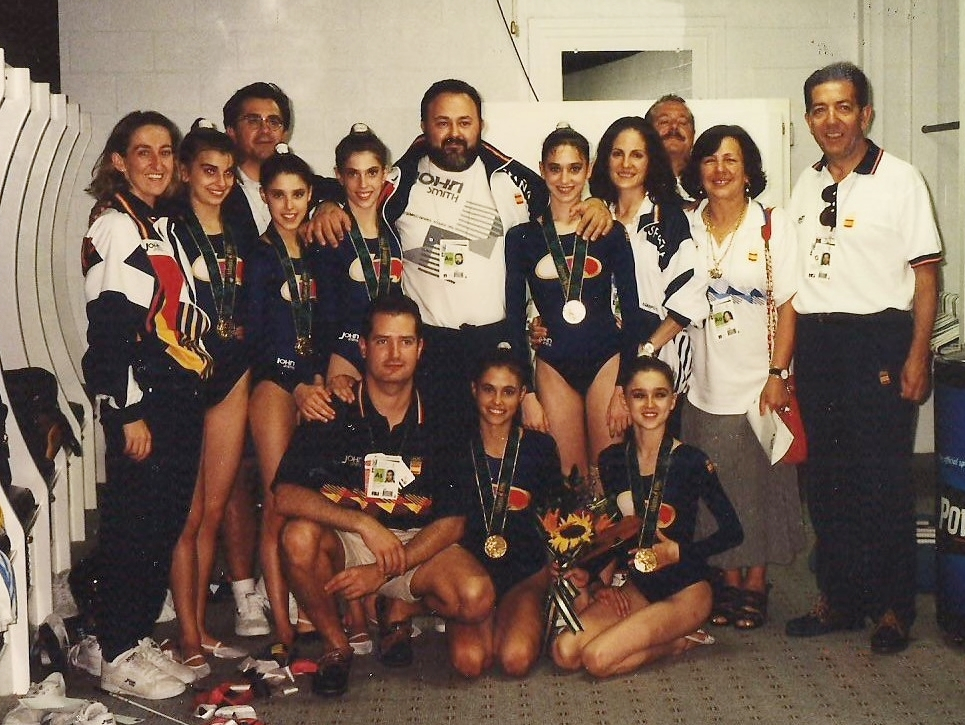
Las Niñas de Oro tras proclamarse campeonas olímpicas en Atlanta 1996.

En 1975, María Jesús Alegre obtiene la primera medalla para España en una competición internacional. Sería un bronce en el concurso general individual en el Campeonato Mundial de Madrid. También es, hasta ahora, la única medalla conseguida por una gimnasta española en un concurso general individual en un Campeonato Mundial de Gimnasia Rítmica.
En 1978, Susana Mendizábal logra la primera medalla para España en un Campeonato Europeo. Fue un bronce en el concurso general individual del Campeonato Europeo de Madrid. Es también, hasta el momento, la única medalla conseguida por una gimnasta española en un concurso general individual en un Campeonato Europeo de Gimnasia Rítmica.
En 1991, el conjunto español logra la primera medalla de oro para España en un Campeonato Mundial de Gimnasia Rítmica. Se proclamó campeón del mundo en el concurso general de la competición de conjuntos del Campeonato Mundial de Atenas. El conjunto estaba formado por Débora Alonso, Lorea Elso, Bito Fuster, Isabel Gómez, Montse Martín y Gemma Royo, además de Marta Aberturas y Cristina Chapuli como suplentes. Esta generación pasaría a ser conocida como las Primeras Chicas de Oro

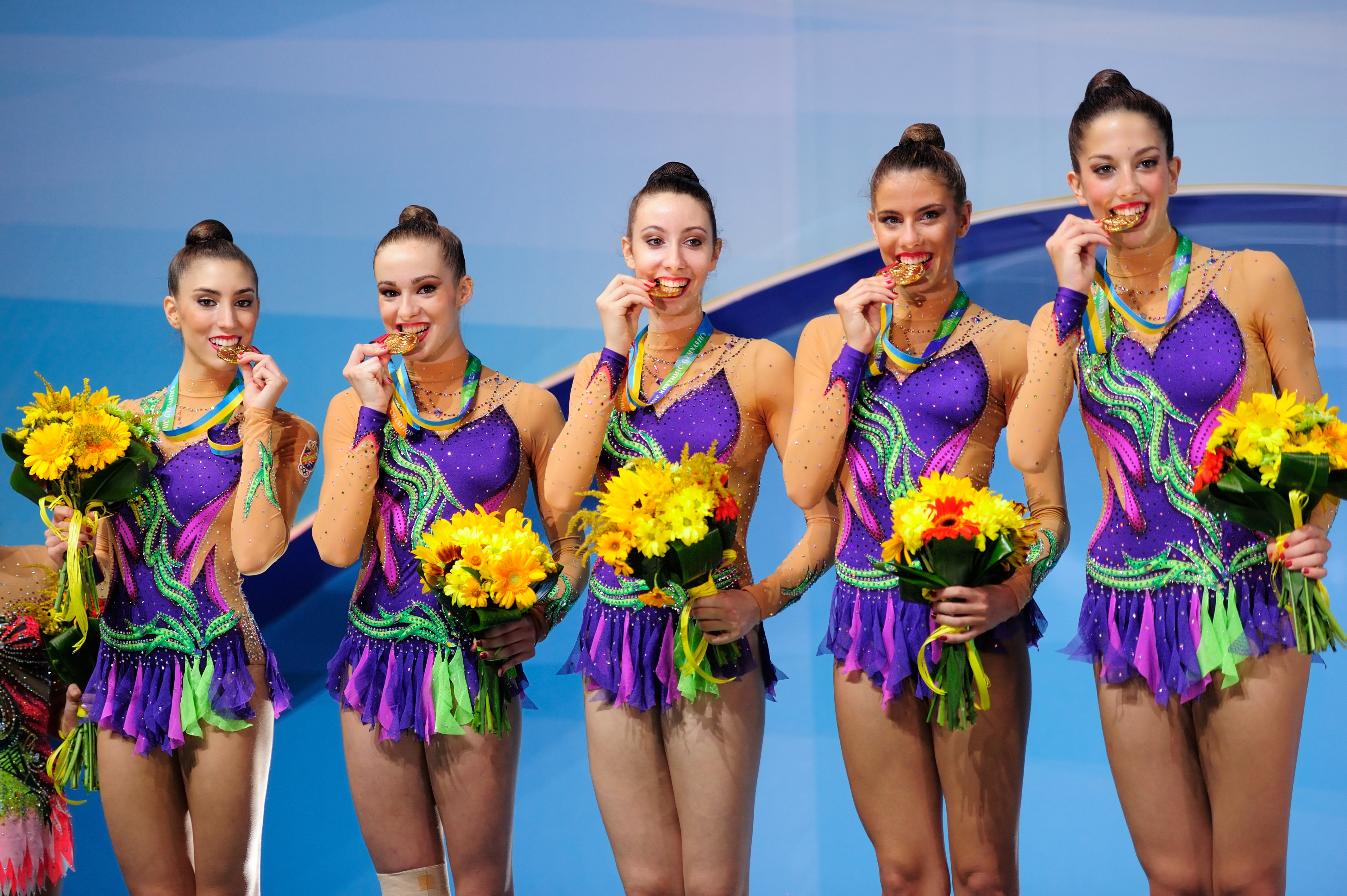
El Equipaso con la medalla de oro en el podio de 10 mazas en el Mundial de Kiev (2013).

En 1992, Carolina Pascual logra la primera medalla en unos Juegos Olímpicos para la gimnasia rítmica española. Obtendría la medalla de plata en la competición individual de los Juegos Olímpicos de Barcelona.
En 1993, en el Campeonato del Mundo de Alicante, Carmen Acedo obtiene la que hasta ahora es la única medalla de oro individual lograda por España en un Campeonato Mundial. La conseguiría en la competición de mazas.
En 1996, el conjunto español se proclamó campeón olímpico en la competición de conjuntos de los Juegos Olímpicos de Atlanta, en la primera incursión de esta modalidad en unas Olimpiadas. El equipo estaba formado por Marta Baldó, Nuria Cabanillas, Estela Giménez, Lorena Guréndez, Tania Lamarca y Estíbaliz Martínez. A su llegada a España, los medios de comunicación las bautizaron como las Niñas de Oro.
En 2008, Almudena Cid pasa a ser la única gimnasta rítmica en el mundo que ha logrado estar en la final de cuatro Juegos Olímpicos (1996 - 2008).
En 2013, Sara Bayón se convierte en la única gimnasta española que ha sido campeona del mundo como deportista y como entrenadora, al ser campeona del mundo de 3 cintas y 2 aros en Sevilla 1998, y como entrenadora, de 10 mazas en Kiev 2013 y Esmirna 2014, dirigiendo al conjunto denominado como el Equipaso.
En 2016, el conjunto español conocido como el Equipaso, logra la plata en los Juegos Olímpicos de Río, siendo la primera medalla olímpica para la gimnasia rítmica española desde 1996. El equipo estaba integrado por Sandra Aguilar, Artemi Gavezou, Elena López, Lourdes Mohedano y Alejandra Quereda.

### Golf

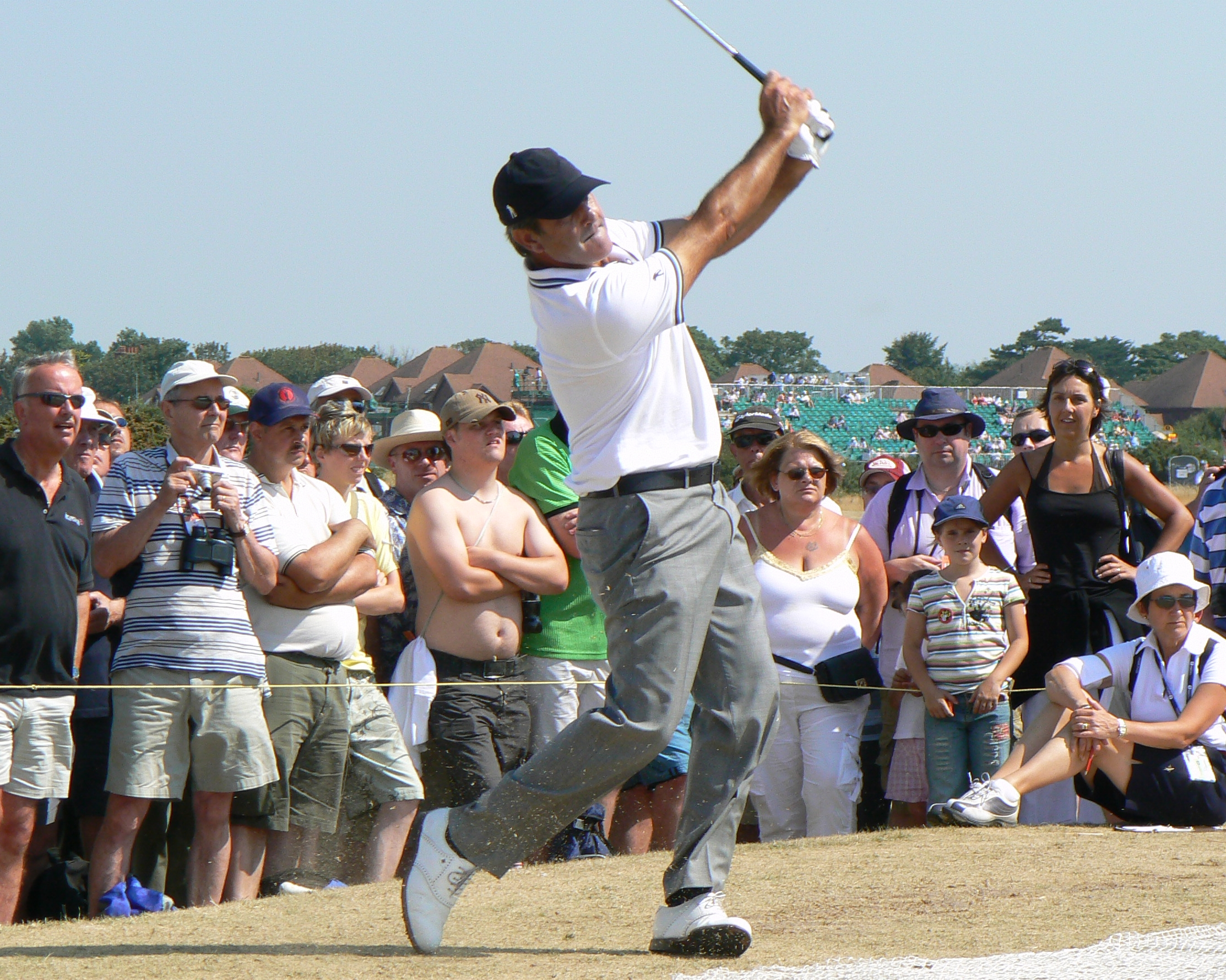
Severiano Ballesteros.

Uno de los artífices del crecimiento del golf en el país fue Severiano Ballesteros, uno de los mejores jugadores de todos los tiempos, como acreditó su entrada en el Salón de la Fama del Golf Mundial en 1997. Ganó dos Masters de Augusta, tres British Open, seis Ryder Cup y hasta otros 94 títulos que logró a lo largo de su carrera.
Siguiendo su estela surgieron otros grandes golfistas como José María Olazábal, ganador de dos Masters de Augusta y de cuatro ediciones de la Copa Ryder, entre otros títulos. Junto con Miguel Ángel Jiménez y Sergio García, campeón de un Masters de Augusta y Jon Rahm con un U.S. Open y un Masters de Augusta, son los mejores golfistas españoles en la actualidad, permitiendo a España ganar en dos ocasiones, 1999 y 2000, la prestigiosa competición por países, Copa Alfred Dunhill. España, también ha conseguido el triunfo por países en la Copa Mundial de Golf, con un total de cuatro títulos en los años 1976, 1977, 1982 y 1984.
Estos son los ganadores de alguna edición de un Major:
- Severiano Ballesteros: 2 Masters de Augusta, 3 British Open.[65][66]
- José María Olazábal: 2 Masters de Augusta.[65]
- Jon Rahm: 1 U.S. Open, 1 Masters de Augusta.
- Sergio García: 1 Masters de Augusta.[65]

El Open de España se disputa desde 1912 y actualmente forma parte del calendario del PGA European Tour. España también ha albergado algunas ediciones de torneos itinerantes. El Club de Golf Valderrama de San Roque ha albergado la Ryder Cup de 1997, el WGC-Campeonato American Express de 1999 y 2000, el Volvo Masters entre 1988-1996 y 2002-2008 y el Andalucía Masters entre 2010-2011 y 2017-2020. El Volvo Masters entre 1997-2001 se disputó en el Campo de golf de Montecastillo de Jerez de la Frontera. El Finca Cortesín Golf Club de Málaga fue sede del Campeonato Mundial de Match Play desde 2009 hasta 2012.

### Halterofilia
Deporte con escaso seguimiento en España y más aún en categoría femenina. A pesar de ello, en los Juegos Olímpicos de Río 2016, Lydia Valentín logró hacerse con la medalla de bronce en 75 kg. En Londres 2012 y Pekín 2008 se quedó fuera del podio, pero le otorgaron el oro y la plata respectivamente, debido a la descalificación por dopaje de las ganadoras en primera instancia. Además ha ganado el Campeonato Mundial de Halterofilia de 2017 y 2018, plata en 2019, bronce en el de 2013 y campeona en el Europeo de 2014, 2015, 2017 y 2018. Josué Brachi logró el oro y la plata en el Campeonato Europeo de Halterofilia de 2018, obtuvo también la plata en 2016, categoría de 56 kg. Andrés Mata, plata y bronce en el europeo 2018, 77 kg. David Sánchez se hizo con el bronce en los europeos de 2016 y 2018, 69 kg. Irene Martínez fue bronce en el europeo de 2018, en 63 kg.

### Hípica
En los deportes ecuestres destacan Francisco Goyoaga, campeón del mundo de salto en 1953 montando a "Quorum" y Beatriz Ferrer-Salat, quien obtuvo la medalla de plata en doma en el mundial de 2002 montando a "Beauvalais", además de obtener medallas de plata y bronce en los Juegos Olímpicos de 2004.
El equipo español de salto obtuvo la medalla de oro en los Juegos Olímpicos de Ámsterdam 1928 y la medalla de plata en los Juegos Olímpicos de Londres 1948.
España ha celebrado en 2002 los Juegos Ecuestres Mundiales en Jerez de la Frontera.

### Hockey hierba
Esta disciplina del hockey apareció en España en la década de los años 1920. La Real Federación Española de Hockey fue una de las impulsoras de la Federación Internacional de Hockey, organismo que dirige este deporte a nivel mundial. Las principales competiciones en el país son la Liga de Hockey Hierba Masculino y la Liga de Hockey Hierba Femenino.
Estos son los principales títulos internacionales de los equipos de España:
- Club Atlètic Terrassa 2 Copas de Europa y 2 Recopas
- Club Egara 2 Copas de Europa
- Real Club de Polo 1 Copa de Europa

Este es el palmarés de la selección masculina de hockey sobre hierba:
- Medalla de plata en los Juegos olímpicos de 1980, 1996 y 2008.[70]
- Medalla de bronce en los Juegos olímpicos de 1960.
- Medalla de plata en el campeonato mundial en 1971 y 1998.[71]
- Medalla de bronce en el campeonato mundial en 2006.[71]
- Medalla de oro en el campeonato de Europa en 1974 y 2005.[72]
- Medalla de plata en el campeonato de Europa en 2003, 2007[73] y 2019
- Medalla de bronce en el campeonato de Europa de 1970.
- Medalla de oro en el Champions Trophy en 2004.
- Medalla de plata en el Champions Trophy en 2008 y 2011.
- Medalla de bronce en el Champions Trophy en 2005 y 2006.

Este es el palmarés de la selección femenina de hockey sobre hierba:
- Medalla de oro en los Juegos olímpicos en 1992.
- Medalla de bronce en el campeonato mundial de 2018
- Medalla de plata en el campeonato de Europa en 1995 y 2003.
- Medalla de bronce en el campeonato de Europa en 2019.

### Hockey patines
La liga de hockey patines de España, llamada OK Liga, es una de las más importantes del mundo, los títulos internacionales de sus clubes así lo atestiguan.
Estos son los títulos internacionales de los equipos de España:
- FC Barcelona: 20 Copas de Europa, 1 Recopa, 1 Cers, 16 Supercopas de Europa/Continental y 4 Intercontinentales.
- Reus Deportiu: 7 Copas de Europa, 1 Recopa, 2 Cers, 1 Supercopa de Europa/Continental, 1 Campeonato Mundial de Clubs y 1 Intercontinental.
- Igualada HC: 6 Copas de Europa y 5 Supercopas de Europa/Continental.
- Hockey Club Liceo: 6 Copas de Europa, 2 Recopas, 3 Cers, 6 Supercopas de Europa/Continental y 5 Intercontinentales.
- Club Patí Voltregà: 3 Copas de Europa y 1 Cers.
- CE Noia: 1 Copa de Europa, 1 Recopa, 1 Cers y 1 Supercopa de Europa/Continental.
- Club Patí Vic: 1 Cers.
- Club Patí Vilanova: 1 Cers.
- Club Hoquei Mataró: 1 Cers.
- Club Patí Tordera: 1 Cers.
- CE Vendrell: 1 Cers.

Por su parte este es el palmarés de la selección masculina de hockey patines:
- Medalla de oro en el campeonato mundial en 1951, 1954, 1955, 1964, 1966, 1970, 1972, 1976, 1980, 1990, 2001, 2005, 2007, 2009, 2011, 2013 y 2017.[74]
- Medalla de plata en el campeonato mundial en 1949, 1956, 1958, 1960, 1968, 1974, 1978, 1982, 1984, 1986, 1988, 1999 y 2015.[74]
- Medalla de bronce en el campeonato mundial en 1947, 1952, 1953, 1962, 1995, 1997 y 2003.[74]
- Medalla de oro en el campeonato de Europa en 1954, 1955, 1957, 1969, 1979, 1981, 1983, 1985, 2000, 2002, 2004, 2006, 2008, 2010 y 2012.[75]
- Medalla de plata en el campeonato de Europa en 1987, 1994, 1998 y 2014.
- Medalla de bronce en el campeonato de Europa en 1992, 1996 y 2016.

Este es el palmarés de la selección femenina de hockey patines:
- Medalla de oro en el campeonato mundial en 1994, 1996, 2000, 2008, 2016 y 2017.[76]
- Medalla de plata en el campeonato mundial en 2006 y 2012.[76]
- Medalla de bronce en el campeonato mundial en 2002, 2004 y 2010.[76]
- Medalla de oro en el campeonato de Europa en 1995, 2009, 2011, 2013 y 2015.[76]
- Medalla de plata en el campeonato de Europa en 1993, 1999, 2001, 2003 y 2007.[76][77]
- Medalla de bronce en el campeonato de Europa en 1991, 1997 y 2005.[76]

### Judo
España ha logrado 5 medallas de oro en el Campeonato Mundial de Judo, y 3 medallas de oro en el torneo olímpico.

### Karate
El karate es una de las artes marciales que mayor número de éxitos internacionales le ha dado al deporte español. Se han obtenido buenos resultados a nivel mundial y europeo.
Estos son los ganadores del campeonato del mundo de karate:
- José Manuel Egea: open en 1988, kumite -80 kg en 1990, kumite -80 kg en 1992.
- Iván Leal Reglero: kumite -75 kg en 2000, kumite -75 kg en 2002.
- David Santana: kumite -75 kg en 2004.
- Jesús Juan Rubio: kumite -65 kg en 1992.
- David Luque: kumite -60 kg en 1996, kumite -60 kg en 1998.
- Luis María Sanz: kata individual en 1992.
- César Castaño: kumite -60 kg en 2006.
- Sandra Sánchez: kata individual en 2018.

Además la selección española ha obtenido el título mundial en varias ocasiones:
- Equipo Kumite Masculino: Madrid en 1980, Granada en 1992, España en 2002 y Finlandia en 2006.
- Equipo Kumite Femenino: Malasia en 1994, España en 2002.

### Motociclismo

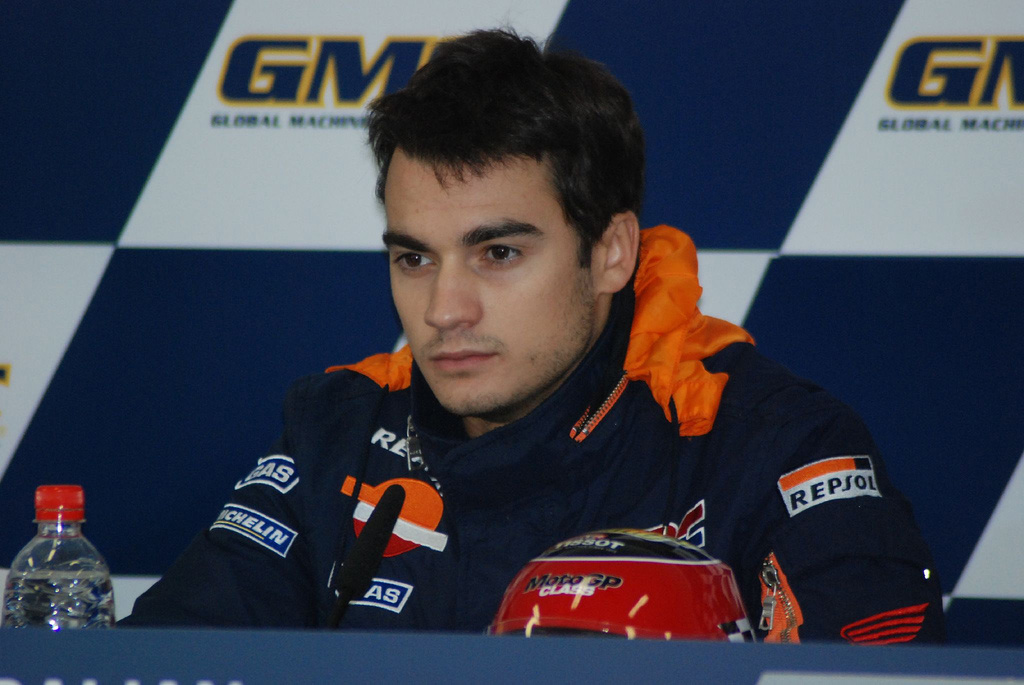
Dani Pedrosa, campeón del mundo en tres ocasiones.

El motociclismo de velocidad se dio a conocer en España en la década de los años 1960 gracias a Ángel Nieto, el piloto español más laureado de la historia. Fue 13 veces campeón del mundial en distintas categorías, y ganador de 90 grandes premios. Nieto abrió el camino a posteriores generaciones, y contribuyó en el desarrollo de campeonatos nacionales, así como en la construcción de circuitos en todo el país.
Estos son los ganadores de algún campeonato del mundo de motociclismo:
- 50 cc:

Ángel Nieto: 1969, 1970, 1972, 1975, 1976 y 1977. Ricardo Tormo: 1978 y 1981. 
- 80 cc:

Jorge Martínez Aspar: 1986, 1987, 1988. Manuel "Champi" Herreros: 1989.
- MotoE:

Jordi Torres: 2020.
- 125 cc:

Ángel Nieto: 1971, 1972, 1979, 1981, 1982, 1983 y 1984. Jorge Martínez Aspar: 1988. Álex Crivillé: 1989. Emilio Alzamora: 1999. Dani Pedrosa: 2003. Álvaro Bautista: 2006. Julián Simón: 2009. Marc Márquez: 2010. Nico Terol: 2011.
- Moto3:

Maverick Viñales: 2013. Álex Márquez: 2014. Jorge Martín: 2018. Albert Arenas: 2020.
- 250 cc:

Sito Pons: 1988 y 1989. Dani Pedrosa: 2004 y 2005. Jorge Lorenzo: 2006 y 2007. 
- Moto2:

Toni Elías: 2010. Marc Márquez: 2012. Pol Espargaró: 2013. Esteve Rabat: 2014. Álex Márquez: 2019. Augusto Fernández: 2022.
- 500 cc y Moto GP:

Álex Crivillé: 1999. Jorge Lorenzo: 2010, 2012 y 2015. Marc Márquez: 2013, 2014, 2016, 2017, 2018 y 2019. Joan Mir: 2020. Jorge Martín: 2024.
España ha sido sede de numerosos Grandes Premios de motociclismo: el Gran Premio de España de Jerez de la Frontera, el Gran Premio de Cataluña, el Gran Premio de la Comunidad Valenciana, el Gran Premio de Aragón y el Gran Premio de Europa.
El Campeonato de España de Velocidad es el certamen de donde han surgido la mayoría de los pilotos españoles del Campeonato Mundial de Motociclismo de Velocidad. El Campeonato Mundial de Motociclismo de Resistencia también ha tenido pruebas en España: las 24 Horas de Montjuïc, las 24 Horas de Cataluña, las 8 Horas de Albacete y las 6 Horas de Navarra.
Jaime Alguersuari Tortajada organizó las primeras carreras de trial en pista cubierta y endurocross de la historia en Barcelona: el Trial en pista cubierta Internacional de Barcelona y el Enduro en pista cubierta Internacional de Barcelona.

#### Superbikes y Supersport
Carlos Checa ganó el Campeonato Mundial de Superbikes de 2011, y logró 24 victorias en 150 carreras. Además triunfó en la 8 Horas de Suzuka de 2008. Su hermano David Checa triunfó en las 24 Horas de Le Mans de 2005, 2007 y 2019, asó como en el Bol d'Or de 2007 y 2017. Pol Espargaró ganó las 8 Horas de Suzuka de 2015 y 2016. Daniel Ribalta Bosch ganó las 24 Horas de Le Mans de 2006.
En 2018 Ana Carrasco se convierte en la primera mujer de la historia, en ganar un campeonato del mundo en la modalidad SSP300.

#### Trial

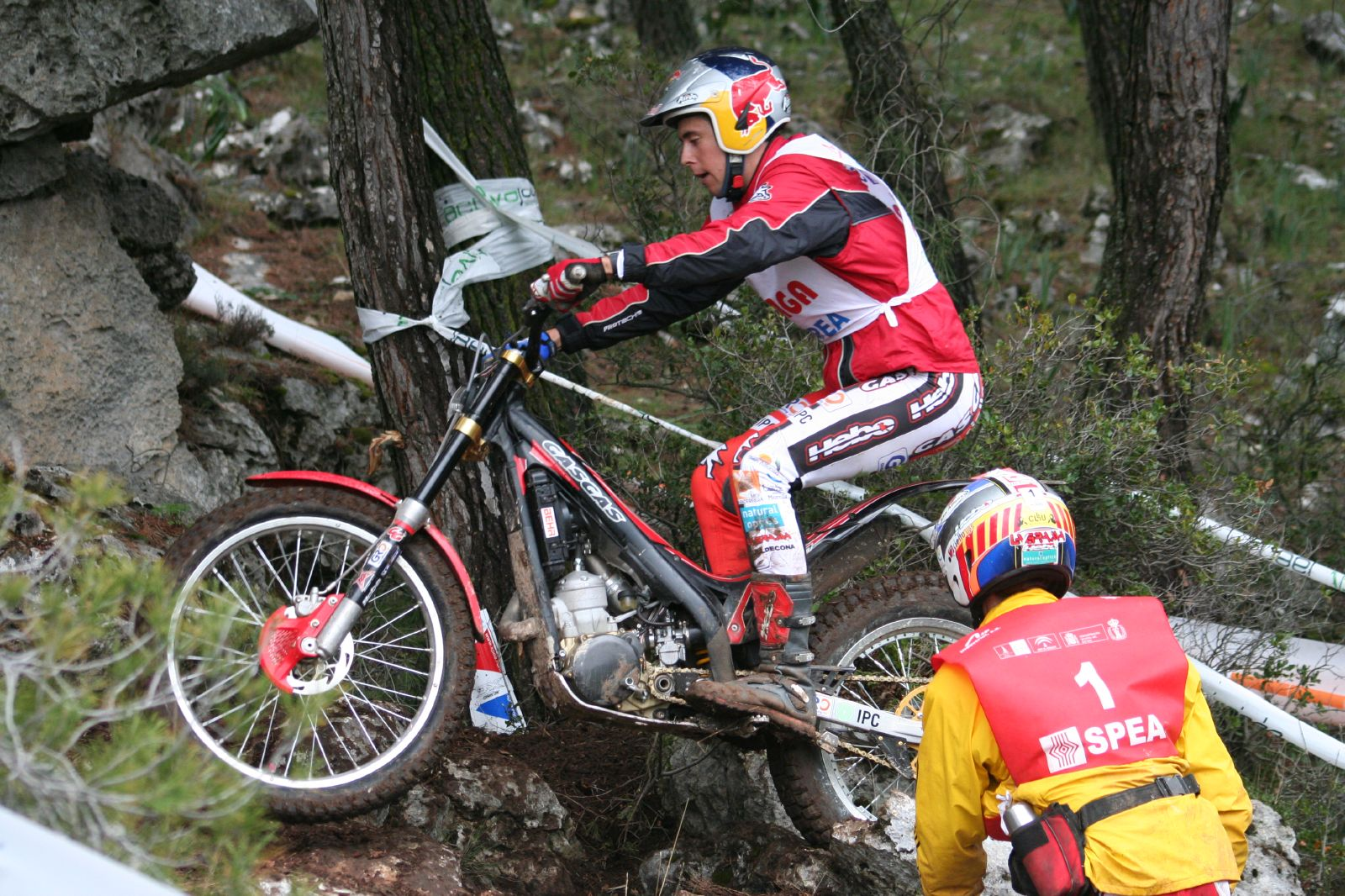
Adam Raga.

Hablar de trial en España, es sinónimo de Jordi Tarrés Sánchez, siete veces campeón del mundo al aire libre. Dio a conocer en los años 80 una disciplina del mundo del motor antes poco conocida en España. 
A partir de Tarrés, surgieron otros competidores importantes como Marc Colomer que se adjudicó el campeonato del mundo en pista cubierta en 1994, 1995 y 1996 y el campeonato del mundo al aire libre en 1996. Más recientemente Adam Raga ha sido campeón del mundo en pista cubierta en 2003, 2004, 2005 y 2006, y campeón del mundo al aire libre en 2005 y 2006. Toni Bou ha sido campeón del mundo en pista cubierta y, también, campeón del mundo al aire libre en 2007, 2008, 2009, 2010, 2011, 2012, 2013, 2014, 2015, 2016, 2017, 2018, 2019, 2020, 2021, 2022 y 2023.
Además, España ha sido campeona del Trial de las Naciones, o lo que es lo mismo, el mundial de trial por países, hasta en 26 ocasiones, muy por encima de los demás. En categoría femenina, Laia Sanz es la absoluta dominadora, con sus 13 campeonatos del mundo y 10 de Europa.

### Natación

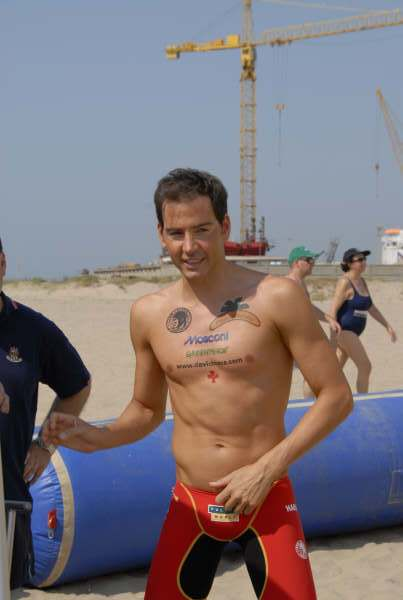
David Meca.

Pocos han sido los nadadores que han destacado en España. Entre ellos se encuentran los medallistas en los Juegos Olímpicos, David López-Zubero medalla de oro en Moscú, Sergio López Miró ganador del bronce en Seúl, Martín López-Zubero ganador del oro en Barcelona, la nacionalizada Nina Zhivanevskaya que obtuvo un bronce en Sídney y Mireia Belmonte, que en Londres se lleva dos de plata y en Río un oro y un bronce.
En la actualidad, los mejores resultados los han obtenido Mireia Belmonte y Erika Villaécija ganadoras de varias medallas en distintos campeonatos internacionales, Aschwin Wildeboer único finalista en los Juegos Olímpicos de Pekín 2008, medalla de bronce en el Campeonato Mundial de Natación de 2009 disputado en Roma en la modalidad de 100 m espalda, así como Rafael Muñoz, doble medallista de bronce en la modalidad de 50 y 100 m mariposa en la misma cita internacional. Además si se habla de natación en España es imprescindible nombrar a David Meca, famoso además de por sus ocho medallas mundiales, por los desafíos que se impone en aguas abiertas en todo tipo de distancias, la Prisión de Alcatraz, el Estrecho de Gibraltar o el estrecho entre Tenerife a Las Palmas.
En cuanto al Campeonato Mundial de Natación en Piscina Corta de FINA, España logró 9 medallas de oro.

### Orientación
España logró sus dos primeras medallas internacionales en el año 2019. En 2022 España logró su 1.ª medalla de oro absoluta. 
- Alejandro Aguilar en el Campeonato de Europa de Trail-O 2022 en la prueba de Pre-O en categoría paralímpica. La medalla de Alejandro es la 1.ª medalla de oro absoluta internacional de España en orientación.

- Héctor Lorenzo, Jorge Caraça-Valente y Arturo García en el Campeonato Mundial de Trail-O en Idanha-a-Nova (PORTUGAL). Fue la primera medalla para España en un Campeonato del Mundo absoluto.

- Ángel García en el Campeonato de Europa de MTBO 2019 en la prueba de Mass Start. La medalla de Ángel supuso la primera medalla para nuestro país en un Campeonato de Europa

### Pádel
Aunque no sea un deporte muy conocido está muy desarrollado en España, siendo ésta la segunda potencia mundial después de Argentina en categoría masculina y la primera en femenina. Los títulos obtenidos en categoría masculina y femenina suman 13 campeonatos del mundo y 17 subcampeonatos.

### Patinaje artístico
En 2015, Javier Fernández López se convierte en el primer español en ganar el Campeonato Mundial de Patinaje Artístico sobre Hielo, revalida el título en 2016; los dos años anteriores obtuvo la medalla de bronce. Además ha ganado el Campeonato Europeo de Patinaje Artístico sobre Hielo en siete ocasiones (2013, 2014, 2015, 2016, 2017, 2018 y 2019) y otras siete veces el de España (2009-10, 2011-12, 2012-13, 2013-14, 2014-15, 2015-16, 2016-17). En 2018 se lleva la medalla de bronce en los Juegos Olímpicos, primer español en conseguirlo.

### Piragüismo
La primera medalla en piragüismo se obtuvo en los Juegos Olímpicos de Montreal 1976 cuando el K4 1000 quedó relegado al segundo puesto por veintiséis centésimas. Cuatro años más tarde se consiguió una medalla de plata y otra de bronce y en 1984 otra de bronce. Pero sin duda el deportista más destacado del país es David Cal que ha conseguido cinco medallas en las 3 ocasiones en las que ha participado en los Juegos Olímpicos. Con sus cinco preseas, es el deportista español olímpico más laureado de la historia. Además en los Juegos Olímpicos de Pekín 2008 la pareja formada por Saúl Craviotto Rivero y Carlos Pérez Rial obtuvo el oro en la especialidad de K2 500 metros. En Río 2016 se consiguieron dos nuevos oros: Marcus Walz en la especialidad K1 1000 y el dúo Saúl Craviotto y Cristian Toro en K2 200; Craviotto se hizo también con el bronce en K1 200. Hasta el momento se han conseguido un total de 19 medallas olímpicas. Maialen Chourraut hizo historia al ganar el primer oro olímpico para el piragüismo aguas bravas español en las Río 2016, pero también la primera vez que lo conseguía una española tras ser madre.

### Polo
El polo comienza a practicarse en España en 1870 en Jerez de la Frontera con la fundación del Jerez Polo Club, primer club de polo de España y el más antiguo de Europa. El desarrollo del deporte en España comienza tan solo un año después de su nacimiento en Inglaterra.
Sin embargo y, a diferencia del resto de los deportes ecuestres, el polo no es muy practicado en España, sin embargo la Selección de polo de España participó en dos Juegos Olímpicos ganando la medalla de plata en Amberes 1920. El cuarteto olímpico que ganó la medalla estaba conformado por Leopoldo de La Maza, Justo de San Miguel, Álvaro de Figueroa y José de Figueroa.
España ha participado cuatro veces en el Campeonato Mundial de Polo, siendo campeona en 2022. En el mundial de Buenos Aires 1987 el conjunto español fue cuarto de cinco participantes, superando solamente a Australia, mientras que en la edición de Ciudad de México 2008 llegó a semifinales perdiendo con Brasil y el tercer puesto ante México, en 2017 fue la séptima de ocho participantes.
En cuanto a nivel europeo, la selección española ganó el Campeonato Europeo de Polo de 2012. Anteriormente había alcanzado el segundo lugar en 2010 y el tercer puesto en 1997.

### Rugby

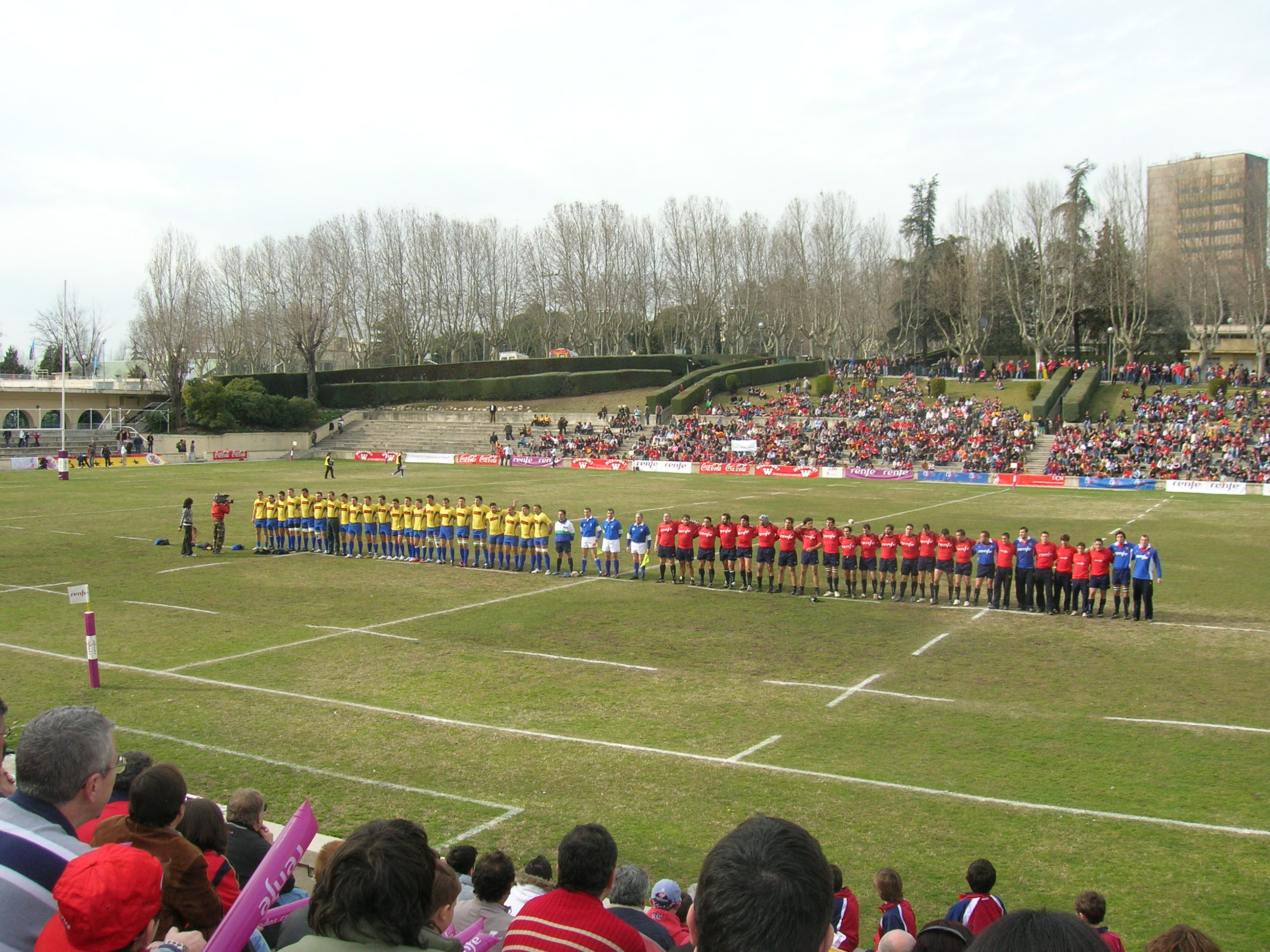
Partido del Torneo de las Seis Naciones B disputado entre España y Rumania el 23 de febrero de 2008.

El rugby en España entró desde Francia a través de Cataluña, siendo Baldiri Aleu Torres, estudiante de veterinaria, quien lo introdujo en el año 1921, fundando el primer club: Unió Esportiva Santboiana, sitio en San Baudilio de Llobregat. La Liga Española de Rugby, es la máxima competición de este deporte en el país. Las primeras ediciones se disputaron en los años 1953 y 1954, pero no fue hasta 1970 cuando el campeonato adquirió continuidad.
La selección femenina disputó el Torneo de las Seis Naciones en su categoría A hasta que en 2006 fue reemplazada por Italia para que los equipos fueran los mismos que en la competición masculina. Actualmente es subcampeona de Europa en rugby XV y rugby seven.
La selección masculina de rugby actualmente disputa el Torneo de las Seis Naciones en su categoría B y su mayor logro hasta el momento ha sido su clasificación para la copa mundial de rugby de 1999.

### Salvamento y Socorrismo
La Federation Internationale de Sauvetage Aquatique (FIS) fue fundada en 1910 en Saint-Ouen, una pequeña ciudad cerca de París, en Francia. Entre los países fundadores estaban: Bélgica, Dinamarca, Francia, Gran Bretaña, Luxemburgo, Suiza y Túnez. Para 1914, la Federación estaba representada por más de 30 organizaciones nacionales, en calidad de miembros plenos. Fue establecida para promover los objetivos del salvamento acuático en aguas controladas y con oleaje alrededor del mundo.
Los orígenes del salvamento y socorrismo en España se remontan a la primera asociación de salvamento en 1914 bajo el nombre de Sociedad Española de Salvamento de Náufragos, que posteriormente entrará a formar parte de la Federación Española de Natación, como Sección de Salvamento Acuático. En 1961 se crea la Federación Española de Salvamento y Socorrismo, hoy Real Federación Española de Salvamento y Socorrismo con delegaciones autonómicas en todo el estado español. 
En el año1908 en la playa de Long Beach  en  California , y tras una serie de sucesos en EEUU y playas del extranjero, decide crearse una figura entrenada y formada profesionalmente para velar por la seguridad de los bañistas, el “Socorrista Acuático Profesional" y la competencia entre estos profesionales dio origen a la disciplina deportiva que a día de hoy en es uno de los deportes incluidos en los World Games y organizando por parte de su federación internacional ILS campeonatos del mundo cada dos años.
- Julio Satorre -1958, CHÂLONS-SUR-MARNE (Francia)
- Javier Alberti, - 1958, CHÂLONS-SUR-MARNE (Francia)
- Fernando Día Cutillas, Javier Alberti, Julio Satorre -1959 WIESBADEN (Alemania)
- Javier Alberti -1959 WIESBADEN (Alemania)
- Ventura Ramírez -1960, MADRID (España)
- Javier Alberti, Alfonso Clará, Ventura Ramírez, - 1958, MADRID (Francia)
- Javier Alberti, Alfonso Clará, Ventura Ramírez - 1960, MADRID (España)

### Scrabble
España es la principal potencia del Scrabble en español junto a Argentina en el Campeonato del mundo de Scrabble en español. El Scrabble es un deporte mental idiomático que está dividido 3 campeonatos mundiales según 3 idiomas distintos. El "Spanish World Scrabble Championship" (campeonato mundial de scrabble en español), el (English world scrabble championship), y el (French World Scrabble Championship), donde participan jugadores de todo el mundo de acuerdo a cualquiera de esos 3 idiomas que manejen mejor. En el "Spanish World Scrabble Championship" (Campeonato del mundo de Scrabble en español), España es la principal potencia del Scrabble del idioma español, junto a la Argentina con idéntica cantidad de títulos mundial en el Campeonato del mundo de Scrabble en español con 7 conquistas mundiales cada país. Joan Manchado y Enric Hernández son los jugadores de Scrabble con más títulos mundiales (2) luego del argentino Luis Picciochi (este último con 3 conquistas mundiales)

### Snowboard y esquí artístico
Regino Hernández logró la medalla de  en la modalidad de snowboard cross en los Juegos Olímpicos de Pieonchang 2018 y Queralt Castellet logró la medalla de  en la modalidad de halfpipe en los Juegos Olímpicos de Pekín 2022 siendo las únicas medallas olímpicas para España en snowboard.
Además España ha ganado cinco medallas en Campeonatos del Mundo:
- Lucas Eguibar (Snowboard Cross) en Idre Fjäll 2021
- Queralt Castellet (Halfpipe) en Kreischberg 2015
- Lucas Eguibar (Snowboard Cross) en Sierra Nevada 2017
- Regino Hernández & Lucas Eguibar (Equipo de Snowboard Cross) en Sierra Nevada 2017
- Queralt Castellet (Halfpipe) en Aspen 2021

El esquí artístico no es muy popular en España, siendo la única medalla en un Campeonato del Mundo la de Rafael Martí,  en la combinada de Oberjoch 1989.

### Sóftbol
España está en pleno crecimiento en este deporte tanto a nivel masculino como en femenino. El mayor logró fue a nivel femenino cuando España en 2007 ganó el campeonato europeo División B.

### Taekwondo
España es la segunda potencia mundial en el campeonato mundial de taekwondo WTF (única organización de taekwondo que está permitida que sus taekowndistas participen en los juegos olímpicos) dado que ha ganado 22 medallas de oro en el campeonato mundial WTF, y en el medallero general sólo está superada por Corea del Sur. A nivel olímpico ha logrado conquistar una medalla de oro olímpica. En la modalidad ITF también ha tenido grandes éxitos.

### Tenis
El tenis comenzó su andadura en los años 60 con la figura de Manolo Santana el cual marcó un antes y después en el tenis español. De su escuela llegaron tenistas como Manuel Orantes y con ello el inicio de una fructífera andadura internacional llena de jugadores y triunfos. Antes de ese lento despertar el tenis en España era un deporte de minorías y las canchas de tenis eran realmente escasas, destacando las figuras de Manuel Alonso y, sobre todo, Lilí Álvarez, que jugó tres finales de Wimbledon consecutivas, desde 1926 a 1928.

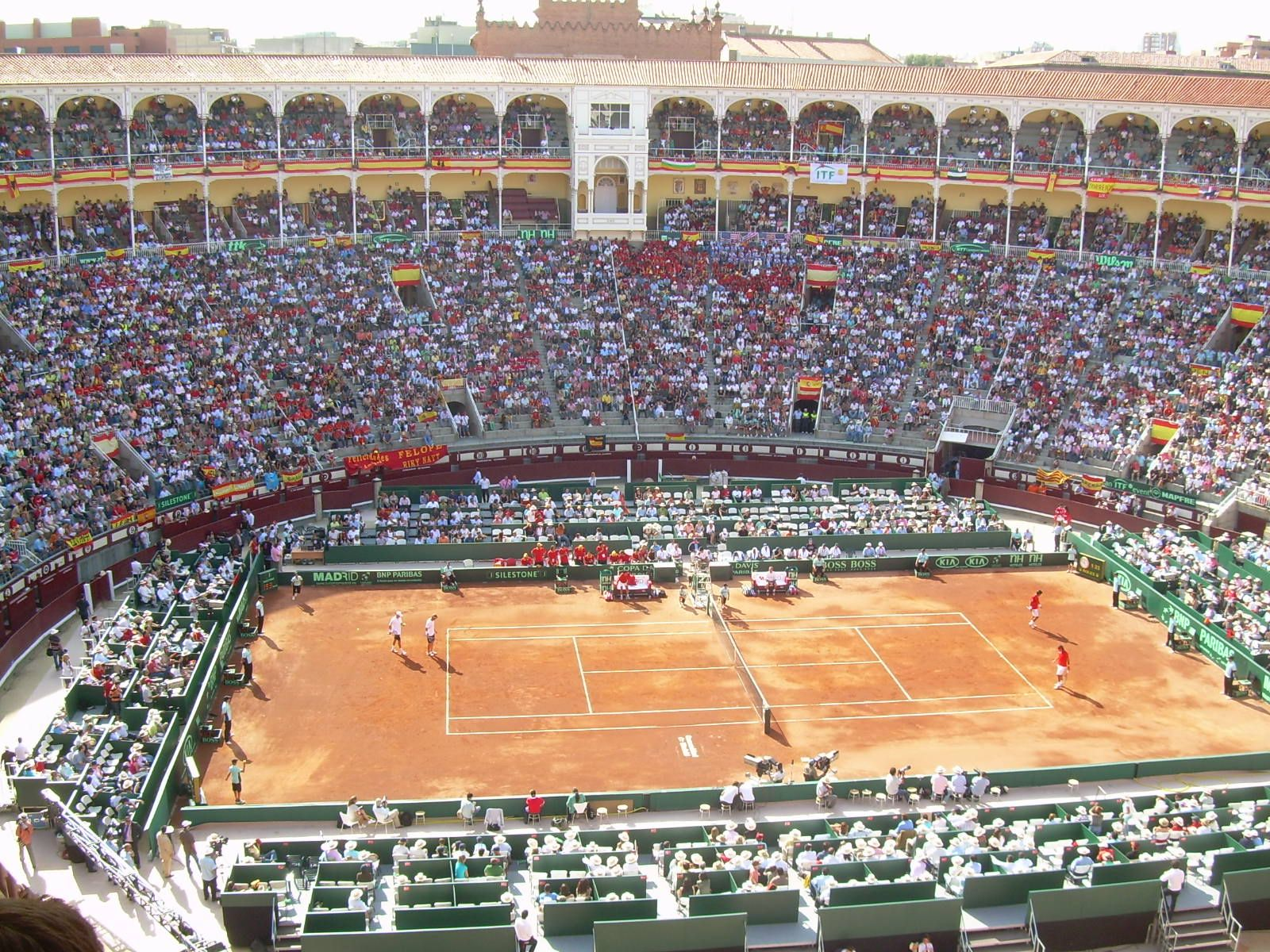
Partido de semifinales entre el eventual campeón, España, y los Estados Unidos en Las Ventas.

Fueron apareciendo pistas de tenis, academias, escuelas... y los aficionados empezaron a familiarizarse con los resultados del tenis de la Copa Davis, Roland Garros, Wimbledon, US Open, conforme los tenistas españolas conquistaban estos preciados torneos del tenis mundial. Incluso al tenis femenino le llegó su turno en los noventa de la mano de las excelentes tenistas Conchita Martínez, ganadora de Wimbledon y Arantxa Sánchez Vicario, ganadora en tres ocasiones de Roland Garros y en una ocasión del US Open. 
El equipo de Copa Davis de España ha conseguido seis triunfos en la competición, 2000, 2004, 2008, 2009, 2011 y 2019, y ha sido finalista en 1965, 1967, 2003 y 2012 a nivel colectivo.
En la Copa Federación, el equipo español conformado por Martínez y Sánchez Vicario ha sido campeona en cinco ocasiones: 1991, 1993, 1994, 1995, 1998 y finalista en otras seis: 1989, 1992, 1996, 2000, 2002 y 2008.
En la Copa Mundial por equipos ha sido campeona en cuatro ocasiones: 1978, 1983, 1992 y 1997. En la Copa Hopman ha sido campeona en cuatro ocasiones: 1990, 2002, 2010 y 2012.
A nivel individual ha cosechado varios números unos en el ranking ATP, como Carlos Moyá, Juan Carlos Ferrero, Carlos Alcaraz y Rafael Nadal, este último consiguiendo 22 títulos de Gran Slam, 14 en Roland Garros, 2 en Wimbledon, 2 en el Open de Australia y 4 en el Abierto de Estados Unidos, además de la medalla de oro en los Juegos Olímpicos de Pekín 2008 y finalizando las temporadas 2008, 2010, 2013, 2017 y 2019 como número 1 mundial tras superar al suizo Roger Federer y al serbio Novak Đoković.

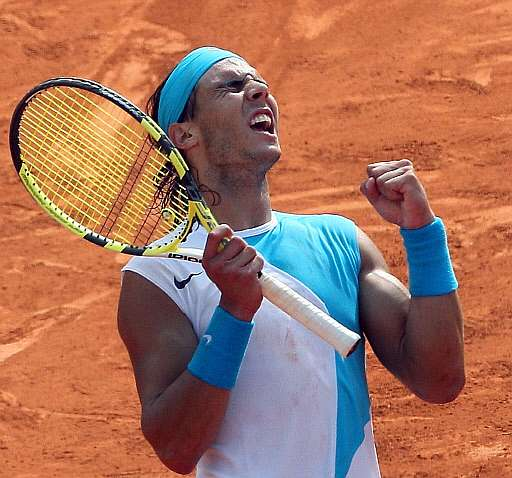
Rafael Nadal en la final de Roland Garros en 2007.

El principal torneo de tenis de España es el Masters de Madrid, que forma parte de los circuitos ATP World Tour Masters 1000 y WTA Premier Mandatory, el segundo nivel por detrás de los Grand Slam. Por su parte, el Trofeo Conde de Godó y el desaparecido Torneo de Valencia son torneos de ATP World Tour 500.
En la siguiente lista se dan a conocer los jugadores españoles que han alcanzado el Top 10 en individuales desde el nacimiento de los rankings en 1973. En ranking femenino se creó dos años después, en 1975. (los jugadores anteriores a esa época tenían la posibilidad de jugar de manera amateur o profesional): 

#### Jugadores Top 10 del ranking en individual masculino
- Carlos Moyá 1° en 1998
- Juan Carlos Ferrero 1° en 2003
- Rafael Nadal 1° en 2008
- Carlos Alcaraz 1° en 2022
- Manuel Orantes 2° en 1973
- Àlex Corretja 2° en 1999
- Sergi Bruguera 3° en 1994
- David Ferrer 3° en 2013
- Tommy Robredo 5° en 2006
- José Higueras 6° en 1983
- Albert Costa 6° en 2002
- Juan Aguilera 7° en 1984
- Emilio Sánchez Vicario 7° en 1990
- Alberto Berasategui 7° en 1994
- Fernando Verdasco 7.º en 2009
- Nicolás Almagro 9.º en 2011
- Roberto Bautista 9° en 2019
- Carlos Costa 10° en 1992
- Félix Mantilla 10° en 1998
- Pablo Carreño Busta 10° en 2017

#### Jugadoras Top 10 del ranking en individual femenino
- Arantxa Sánchez Vicario 1.º en 1995
- Garbiñe Muguruza 1.º en 2017
- Conchita Martínez 2.º en 1996
- Paula Badosa 2.º en 2022
- Carla Suárez 6.º en 2016

En la categoría de dobles, destaca el número uno mundial que en 1989 lograron la pareja formada por Emilio Sánchez Vicario y Sergio Casal, ganadores de 50 títulos ATP, entre los que destacan tres de Grand Slam, Roland Garros en dos ocasiones y el US Open en una; en 2016 Feliciano López y Marc López ganan Roland Garros, este último formando pareja con Rafael Nadal, también consigue el oro olímpico. Marcel Granollers alcanzó el número uno en 2024, junto con el argentino Horacio Zeballos, llevándose el Roland Garros de 2025. En categoría femenina, destaca el triunfo de Lilí Álvarez en Roland Garros de 1929 junto a Kornelia Bouman. En los noventa, Arantxa Sánchez Vicario fue nº1 del mundo, ganando 69 títulos WTA, 10 de ellos de Gran Slam (4 en mixto). Virginia Ruano también alcanzó el nº1, en dobles, junto a la argentina Paola Suárez y consiguió 42 torneos WTA, 11 de ellos de Gran Slam (1 mixto); los dos últimos Roland Garros los consiguió junto a Anabel Medina.

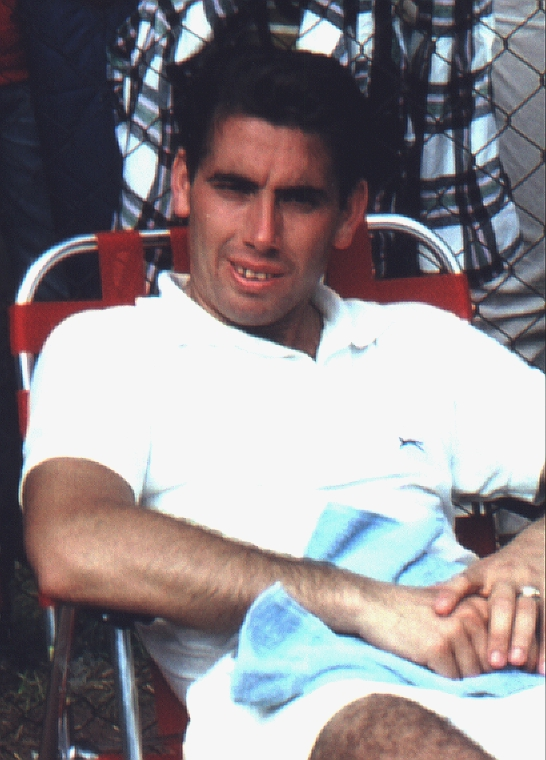
Manuel Santana en 1964.

Estos son los ganadores de alguna edición de un Grand Slam:
- Rafael Nadal: 14 Roland Garros, 4 US Open, 2 Wimbledon, 2 Open de Australia.
- Carlos Alcaraz: 2 Roland Garros, 2 Wimbledon, 1 US Open.
- Manuel Santana: 2 Roland Garros, 1 Wimbledon, 1 US Open.
- Sergi Bruguera: 2 Roland Garros.
- Manuel Orantes: 1 US Open.
- Andrés Gimeno: 1 Roland Garros.
- Carlos Moyá: 1 Roland Garros.
- Juan Carlos Ferrero: 1 Roland Garros.
- Albert Costa: 1 Roland Garros.
- Arantxa Sánchez Vicario: 3 Roland Garros, 1 US Open.
- Garbiñe Muguruza: 1 Roland Garros, 1 Wimbledon.
- Conchita Martínez: 1 Wimbledon.

Estos son los ganadores de alguna edición del Tennis Masters Cup/WTA Finals:
- Manuel Orantes: 1976.
- Álex Corretja: 1998.
- Garbiñe Muguruza: 2021.

### Trail
Luis Alberto Hernando es el deportista más laureado en esta disciplina, logrando el campeonato mundial de trail de IUA en 2016, 2017 y 2018.

### Triatlón

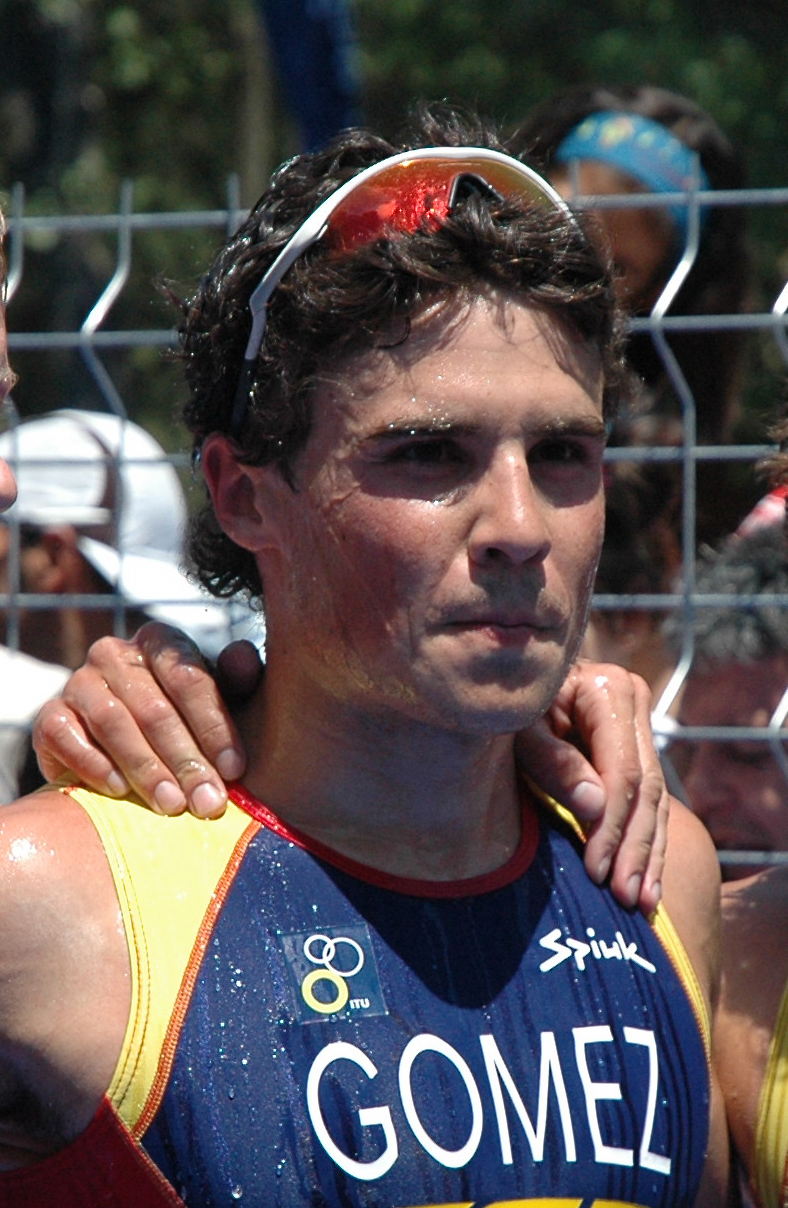
Javier Gómez Noya.

Este joven deporte, que nació en 1978 y debutó en los Juegos Olímpicos de Sídney 2000, tiene mucho éxito en España. Iván Raña fue durante años uno de los mejores triatletas del mundo siendo varias veces número dos de la clasificación mundial además de obtener el oro en el Campeonato Mundial de Triatlón de 2002 y ser plata en el Campeonato Mundial de Triatlón de 2003 y Campeonato Mundial de Triatlón de 2004. También fue oro en el Campeonato Europeo de Triatlón de 2002 y 2003.
A partir del año 2006 comenzó a destacar Javier Gómez Noya que ha sido oro en el Campeonato Mundial de Triatlón sub-23 en 2003, oro en el Campeonato Europeo de Triatlón en el año 2007, 2009 y 2012, plata en 2010; oro en la copa del mundo de triatlón en los años 2006, 2007 y 2008 (siendo el primer español en ser número uno del mundo), en el Campeonato Mundial de Triatlón ha sido oro en el 2008, 2010, 2013, 2014 y 2015 (es el primero en llegar a esta cifra) plata en 2007, 2009, 2012 y 2017; plata olímpica en Londres 2012.. También cabe mencionar a Mario Mola Díaz ganador de las ediciones 2016, 2017 y 2018 del Campeonato Mundial de Triatlón, plata en 2014 y 2015.

### Vela
La vela es otro deporte importante en el país, prueba de ello es la existencia de varias escuelas de vela como por ejemplo el Centro de Alto Rendimiento "Príncipe Felipe" que fue elegido sede de los regatistas españoles para la preparación de los Juegos Olímpicos de 2008. También el equipo español ha sido en varias ocasiones número uno del mundo en la clasificación que efectúa la Federación Internacional de Vela (ISAF).
Además, ha sido uno de los deportes que más medallas ha proporcionado a España en los Juegos Olímpicos durante la historia con varios medallistas olímpicos como: Alejandro Abascal García, Miguel Noguer Castellvi, Luis Doreste Blanco, Roberto Molina, José van der Ploeg, José Luis Doreste Blanco, Jordi Calafat, Francisco Sánchez, Theresa Zabell, Patricia Guerra Cabrera, Domingo Manrique, Begoña Via-Dufresne, José Ballester, Fernando León, Iker Martínez, Xabier Fernández, Fernando Echavarri, Antón Paz, Marina Alabau, Tamara Echegoyen, Sofía Toro, Ángela Pumariega, Diego Botín y Florian Trittel.
Hay que destacar también la presencia española en la competición más importante de este deporte y uno de los acontecimientos deportivos más seguidos en el mundo, la Copa América. En la última edición celebrada en 2007 el representante español fue el Desafío Español 2007 que consiguió alcanzar las semifinales de la Copa Louis Vuitton donde perdió ante el campeón Emirates Team New Zealand por 5-2.

### Voleibol
La YMCA, responsable de la difusión de la práctica del voleibol por todo el mundo, no tuvo aquí la misma implantación que en los países anglosajones. De ahí que el voleibol no llegara hasta los años 20 a través de las playas catalanas y valencianas. Tras la Guerra Civil, el voleibol no pasó de ser un deporte minoritario, practicado a nivel escolar y en el contexto de las organizaciones juveniles de la época.
A pesar de eso, la progresión del deporte y su avance a nivel internacional hace que las autoridades deportivas afronten la creación de una estructura organizativa integrada dentro de la Federación Española de Balonmano (1948-1950). En 1953 la sección de voleibol se incorporó a la Federación Internacional de Voleibol (FIVB). Finalmente se decide crear la Federación Española de Balonvolea/Voleibol (RFEVB) que quedó constituida formalmente el 26 de enero de 1960.
En julio de 2003 se celebró en Madrid la fase final de la Liga Mundial y la selección masculina de voleibol, que históricamente nunca había ganado un evento de importancia, en el año 2007 se adjudicó la liga europea de voleibol y además el campeonato europeo de voleibol.
En categoría femenina hay que destacar el papel del Tenerife Marichal, dominador durante años de la Superliga femenina y ganador en 2004 de la Champions League (copa europea de campeones) cuya fase final, la Final Four, se celebró precisamente en el Pabellón Insular Santiago Martín de La Laguna, Tenerife. En la Superliga masculina el gran dominador ha sido el Club Voleibol Almería, ganador de ocho de los doce últimos años.

### Voleibol playa
Paralelamente, también el vóley playa en España vive un momento de gran popularidad, que tiene como momento cumbre la consecución de la medalla de plata en los Juegos Olímpicos de Atenas 2004 para la pareja formada por Pablo Herrera y Javier Bosma.

### Waterpolo
El waterpolo es un deporte minoritario en España en número de licencias, pero con un gran palmarés a nivel internacional tanto en clubes como en la selección. La principal competición a nivel de clubes es la Liga española de waterpolo en la que destaca históricamente el Club Natació Barcelona con 59 títulos.
Estos son los principales títulos internacionales de los equipos de España:
- Club Natació Barcelona: 1 Copa de Europa, 2 Copas LEN y 1 Supercopa de Europa.
- Club Natació Catalunya: 1 Copa de Europa, 1 Recopa de Europa y 2 Supercopas de Europa.

Este es el palmarés de la selección masculina de waterpolo:
- Medalla de oro en los Juegos Olímpicos de Atlanta 1996.[104]
- Medalla de plata en los Juegos Olímpicos de Barcelona 1992.
- Medalla de oro en el campeonato mundial de 1998, 2001, 2022 y 2025.
- Medalla de plata en el campeonato mundial de 1991, 1994, 2009 y 2019.
- Medalla de bronce en el campeonato mundial de 2007.[105]
- Medalla de oro en el campeonato de Europa de 2024.
- Medalla de plata en el campeonato de Europa de 1991, 2018 y 2020.
- Medalla de bronce en el campeonato de Europa de 1983, 1993, 2006 y 2022.

Este es el palmarés de la selección femenina de waterpolo:
- Medalla de oro en los Juegos Olímpicos de París 2024.
- Medalla de plata en los Juegos Olímpicos de Londres 2012 y Tokio 2020.[106]
- Medalla de oro en el campeonato mundial de 2013.
- Medalla de plata en el campeonato mundial de 2017 y 2019.
- Medalla de oro en el campeonato de Europa de waterpolo de 2014, 2020 y 2022.
- Medalla de plata en el campeonato de Europa de waterpolo de 2008 y 2024.[107]

## Juegos Olímpicos
Los resultados obtenidos por el equipo olímpico español en los sucesivos Juegos Olímpicos no han sido, durante muchos años, especialmente brillantes. Un desarrollo deportivo deficiente ha sido una de las principales causas por la cual, las delegaciones españolas cosecharan unos resultados que, por población, podrían presuponerse superiores. Otro factor que también ha tenido influencia es la popularidad del fútbol en el país, que ha restado atención y recursos a otra serie de deportes que también se hallan presentes en el programa olímpico.
Esta situación varió con la concesión a la ciudad de Barcelona de la organización de los Juegos Olímpicos de la XXV Olimpiada. El interés por obtener unos buenos resultados propició el aumento de recursos destinados a los distintos deportistas y distintas federaciones, tanto financieros como humanos con objeto de mejorar la preparación de los atletas en su camino a la disputa de los Juegos.
Estas ayudas se manifestaron principalmente a través de las siguientes vías:
- En primer lugar, el Plan ADO, consistentes en un conjunto de ayudas económicas destinadas a los deportistas olímpicos españoles, de cuantía determinada en función de sus resultados en competiciones de alto nivel, con objeto de facilitar el pago de los gastos derivados de su preparación.
- Mejoras en los métodos de preparación: se intensificó el uso de psicólogos en la preparación de los atletas, se empezó a realizar un control y planificación de la alimentación tomada por los atletas, así como la realización controles médicos periódicos y planificados.

Todo ello contribuyó a que España consiguiera, en los Juegos Olímpicos de Barcelona los mejores resultados de su historia. Las mejoras llevadas a cabo a partir de la cita olímpica de Barcelona se han mantenido y consolidado a partir de entonces (en lo que respecta a los Juegos Olímpicos de Verano), lo que ha propiciado que los distintos equipos olímpicos españoles hayan conseguido a partir de entonces resultados, que si bien, no han igualado los resultados de la cita de 1992, se han situado en niveles cercanos a los de esta.

## Instalaciones

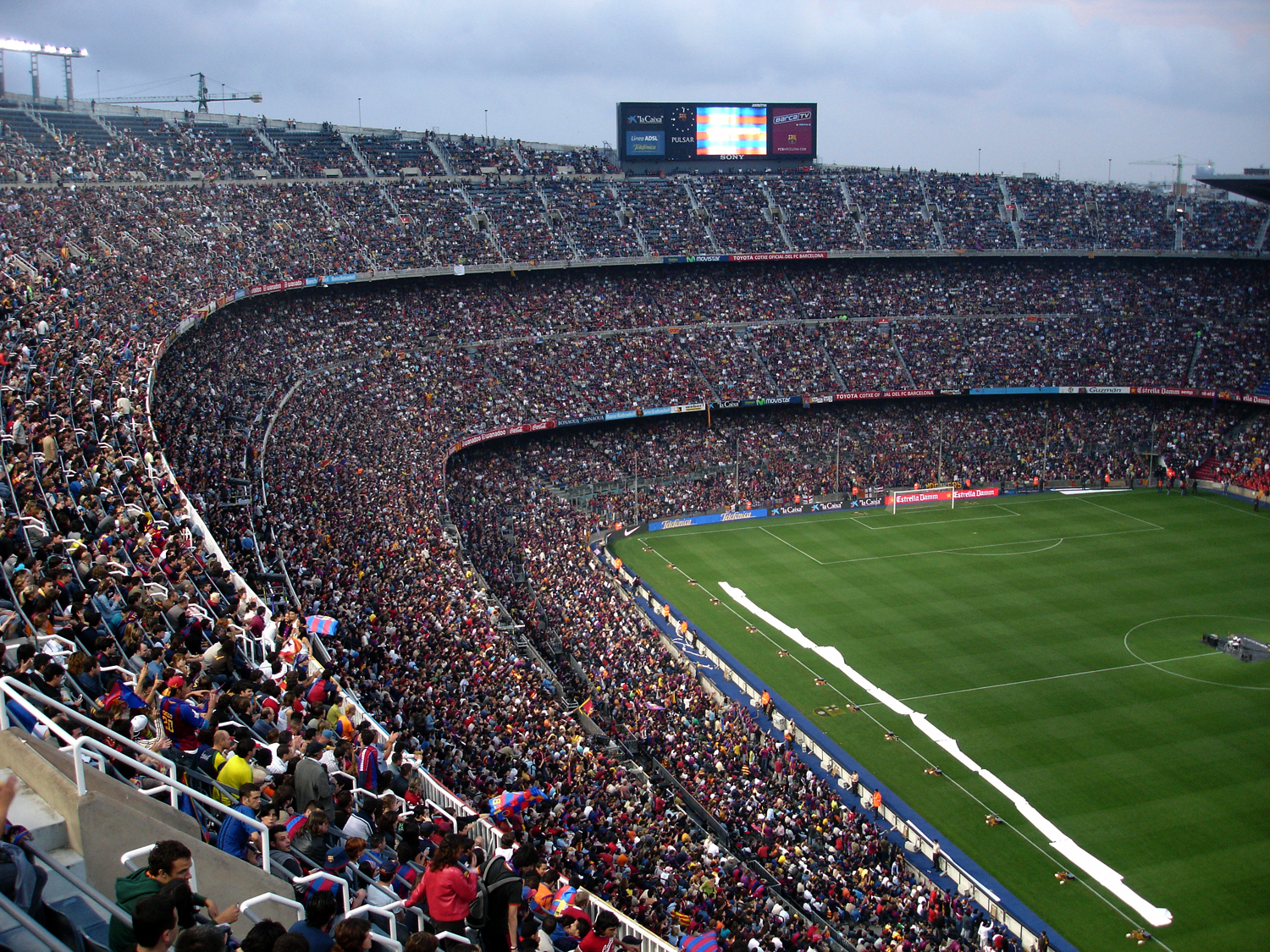
Vista del Camp Nou.

El país cuenta con varias instalaciones deportivas preparadas para acoger eventos deportivos de máximo nivel. Acorde a su popularidad, el fútbol es el deporte que cuenta con el mayor número de instalaciones dedicadas a su práctica, destacando aquellos estadios que han obtenido la Categoría Élite de la UEFA. Esta distinción sustituye a la anterior denominación "Estadios 5 estrellas", y es requisito imprescindible para albergar una final de la UEFA Champions League o de la UEFA Europa League. España alberga el mayor número de instalaciones de este tipo, con un total de seis: el estadio Wanda Metropolitano, el estadio Santiago Bernabéu, el Camp Nou, el estadio olímpico de La Cartuja, el Estadio Olímpico Lluís Companys, estadio Cornellá-El Prat y San Mamés.
Los Campeonatos Mundiales de velocidad, como el motociclismo o el automovilismo, celebran varias citas al año en España. Para ello, destacan el Circuito Ricardo Tormo, el Circuito de Jerez, el Circuito de Cataluña, el Circuito del Jarama, y, recientemente, el Circuito urbano de Valencia. En ciclismo los principales velódromos que han acogido pruebas mundiales u olímpicas han sido el Palacio Velódromo Luis Puig, el Palma Arena y el Velódromo de Horta.
Gracias a su clima y su posición meridional respecto al resto de Europa, es un destino frecuente de las grandes citas deportivas al aire libre. Destacan por ejemplo sus instalaciones dedicadas a la práctica del golf, sedes de algunas de las pruebas más importantes a nivel internacional. El más destacado es el Campo de Golf de Valderrama, considerado durante los últimos años entre los mejores de Europa, y sede de la Ryder Cup de 1997, hasta la fecha la única ocasión que dicho evento se ha realizado fuera de las islas británicas. Otros campos importantes son el C.G. de Sotogrande, Finca Cortesín, El Saler, San Roque, el Centro Nacional del Golf, Golf Santander, Montecastillo o el Club de Campo Villa de Madrid. 
Además hay que destacar los centros multideportivos como el Centro de Alto Rendimiento de Sant Cugat, el Madrid Arena, el Pabellón Olímpico de Badalona, el Palau Blaugrana, el Fernando Buesa Arena, el Palacio de Deportes José María Martín Carpena, el Palacio de Vistalegre, el Palacio de Deportes de Santander, el Palacio de Deportes de Granollers, el Palacio de los Deportes de León, el Quijote Arena o el polideportivo Huerta del Rey.

## Dopaje
La sustancia más utilizada en el dopaje es sin duda la eritropoyetina, más conocida como EPO que es una hormona glicoproteica. También se han utilizado otras sustancias como el propanolol, la pemolina, las anfetaminas, los esteroides o la testosterona.
Sobre todo desde los años 1970 vienen siendo habituales los casos de dopaje en España, pero hay varios casos que han trascendido sobremanera. Quizá el caso más sonado fue en 2004 cuando el exciclista Jesús Manzano admitió haberse dopado con varias sustancias. También hizo duras declaraciones sobre la Operación Puerto y sus implicados, que tuvo la misma o quizá más repercusión que las declaraciones de Manzano. Manzano llegó a declarar que en el ciclismo había "barra libre" con la hormona de crecimiento. También criticó duramente a Vicente Belda, José Miguel Echavarri , Alejandro Valverde y Alberto Contador en relación con el dopaje. Incluso llegó a describir la forma de utilización de dichas sustancias prohibidas y los efectos que en él producían.
En 2002 el esquiador Johann Mühlegg, de origen alemán nacionalizado español, fue desposeído de las tres medallas de oro conseguidas en diferentes pruebas de esquí de fondo durante los Juegos Olímpicos de Salt Lake City, al dar positivo en las pruebas antidopaje posteriores a la competición. Hasta que fue desposeído de las mismas, constó como el atleta español más laureado en unos Juegos Olímpicos.

## Organización
Actualmente, en la cúspide deportiva de España se encuentra el Ministerio de Cultura y Deporte, el departamento ministerial de la Administración General del Estado que asume las competencias en materia de deportes. Lo hace a través del Consejo Superior de Deportes, cuyo titular es conocido como el presidente del Consejo Superior de Deportes o como el secretario de Estado para el Deporte.
Además, cada deporte tiene su propia federación deportiva que lo gobierna, así como existen también federaciones a nivel autonómico.

## Estadísticas
| Deportes con más licencias (2004) | Licencias |
| Fútbol                            | 678.788   |
| Baloncesto                        | 305.842   |
| Golf                              | 256.117   |
| Atletismo                         | 109.884   |
| Judo                              | 107.826   |
| Montaña y escalada                | 95.629    |
| Tenis                             | 95.132    |

| Deportes más practicados (2010)                                       | Practicantes |
| Gimnasia y actividad física guiadas                                   | 34,6%        |
| Fútbol (en campo grande, fútbol sala, futbito y fútbol 7)             | 24,6%        |
| Natación (recreativa y de competición)                                | 22,9%        |
| Ciclismo (recreativo y de competición)                                | 19,8%        |
| Carrera a pie (footing o running)                                     | 12,9%        |
| Actividad en el medio natural (senderismo, montañismo, excursionismo) | 8,6%         |
| Baloncesto (en cancha grande y minibasket)                            | 7,7%         |
| Tenis                                                                 | 6,9%         |
| Atletismo                                                             | 6,0%         |
| Pádel                                                                 | 5,9%         |